# Світовий Тур ATP 2015
Світовий Тур ATP 2015 - всесвітній елітний професійний цикл тенісних турнірів, організований Асоціацією тенісистів-професіоналів як частина тенісного сезону 2015 року. У 2015 році календар включав турніри Великого шолому (проводяться Міжнародною федерацією тенісу (ITF)), турніри серії Мастерс, турніри категорій 500 і 250. Також до Туру входили Кубок Девіса (організований ITF) та Фінал Світового Туру ATP. Крім того, до офіційного переліку турнірів входив Кубок Гопмана, за який очки учасникам не нараховувалися.

## Розклад
Нижче наведено повний розклад турнірів на 2015 рік, включаючи перелік тенісистів, які дійшли на турнірах щонайменше до чвертьфіналу.
Легенда
| Турніри Великого шолома       |
| Фінал Світового Туру ATP      |
| Світовий Тур ATP Мастерс 1000 |
| Світовий Тур ATP 500          |
| Світовий Тур ATP 250          |
| Командні змагання             |

### Січень
| Тиждень           | Турнір | Чемпіони                                    | Фіналісти                         | Півфіналісти                                  | Чвертьфіналісти                                                    |
| ----------------- | --- | ------------------------------------------- | --------------------------------- | --------------------------------------------- | ------------------------------------------------------------------ |
| 5 січня           | Кубок Гопмана Перт, Австралія Турнір змішаних команд ITF $1,000,000 – Хард (п) – 8 команд (ГР)                                                                  | Польща 2–1                                  | США                               | Круговий турнір (Група A) Канада Чехія Італія | Круговий турнір (Група B) Велика Британія Франція Австралія        |
| 5 січня           | Відкритий чемпіонат Катару Доха, Катар Світовий Тур ATP 250 $1,221,320 – Хард – 32S/32Q/16D Одиночний розряд – Парний розряд                                    | Давид Феррер 6–4, 7–5                       | Томаш Бердих                      | Іво Карлович Андреас Сеппі                    | Новак Джокович Дастін Браун Рішар Гаске Іван Додіг                 |
| 5 січня           | Відкритий чемпіонат Катару Доха, Катар Світовий Тур ATP 250 $1,221,320 – Хард – 32S/32Q/16D Одиночний розряд – Парний розряд                                    | Хуан Монако Рафаель Надаль 6–3, 6–4         | Юліан Ноул Філіпп Освальд         | Іво Карлович Андреас Сеппі                    | Новак Джокович Дастін Браун Рішар Гаске Іван Додіг                 |
| 5 січня           | Brisbane International Брисбен, Австралія Світовий Тур ATP 250 $494,310 – Хард – 28S/32Q/16D Одиночний розряд – Парний розряд                                   | Роджер Федерер 6–4, 6–7(2–7), 6–4           | Мілош Раоніч                      | Григор Димитров Кей Нісікорі                  | Джеймс Дакворт Мартін Кліжан Сем Грот Бернард Томіч                |
| 5 січня           | Brisbane International Брисбен, Австралія Світовий Тур ATP 250 $494,310 – Хард – 28S/32Q/16D Одиночний розряд – Парний розряд                                   | Джеймі Маррей Джон Пірс 6–3, 7–6(7–4)       | Олександр Долгополов Кей Нісікорі | Григор Димитров Кей Нісікорі                  | Джеймс Дакворт Мартін Кліжан Сем Грот Бернард Томіч                |
| 5 січня           | Відкритий чемпіонат Ченная Ченнай, India Світовий Тур ATP 250 $458,400 – Хард – 28S/32Q/16D Одиночний розряд – Парний розряд                                    | Стен Вавринка 6–3, 6–4                      | Аляж Бедене                       | Давід Ґоффен Роберто Баутіста Аґут            | Жіль Мюллер Андреас Гайдер-Маурер Лу Єн-Сун Гільєрмо Гарсія-Лопес  |
| 5 січня           | Відкритий чемпіонат Ченная Ченнай, India Світовий Тур ATP 250 $458,400 – Хард – 28S/32Q/16D Одиночний розряд – Парний розряд                                    | Лу Єн-Сун Джонатан Маррей 6–3, 7–6(7–4)     | Равен Класен Леандер Паес         | Давід Ґоффен Роберто Баутіста Аґут            | Жіль Мюллер Андреас Гайдер-Маурер Лу Єн-Сун Гільєрмо Гарсія-Лопес  |
| 12 січня          | Сідней International Сідней, Австралія Світовий Тур ATP 250 $494,310 – Хард – 28S/32Q/16D Одиночний розряд – Парний розряд                                      | Віктор Троїцький 6–2, 6–3                   | Михайло Кукушкін                  | Леонардо Маєр Жіль Мюллер                     | Хуан Мартін дель Потро Жульєн Беннето Бернард Томіч Сімоне Болеллі |
| 12 січня          | Сідней International Сідней, Австралія Світовий Тур ATP 250 $494,310 – Хард – 28S/32Q/16D Одиночний розряд – Парний розряд                                      | Роган Бопанна Деніел Нестор 6–4, 7–6(7–5)   | Жан-Жульєн Роєр Горія Текеу       | Леонардо Маєр Жіль Мюллер                     | Хуан Мартін дель Потро Жульєн Беннето Бернард Томіч Сімоне Болеллі |
| 12 січня          | Окленд Open Окленд, Нова Зеландія Світовий Тур ATP 250 $519,395 – Хард – 28S/32Q/16D Одиночний розряд – Парний розряд                                           | Їржі Веселий 6–3, 6–2                       | Адріан Маннаріно                  | Люка Пуй Кевін Андерсон                       | Альберт Рамос Алехандро Фалья Стів Джонсон Дональд Янг             |
| 12 січня          | Окленд Open Окленд, Нова Зеландія Світовий Тур ATP 250 $519,395 – Хард – 28S/32Q/16D Одиночний розряд – Парний розряд                                           | Равен Класен Леандер Паес 7–6(7–1), 6–4     | Домінік Інглот Флорін Мерджа      | Люка Пуй Кевін Андерсон                       | Альберт Рамос Алехандро Фалья Стів Джонсон Дональд Янг             |
| 19 січня 26 січня | Відкритий чемпіонат Австралії Мельбурн, Австралія Великий шолом A$17,748,600 – Хард 128S/128Q/64D/32X Одиночний розряд – Парний розряд – Змішаний парний розряд | Новак Джокович 7–6(7–5), 6–7(4–7), 6–3, 6–0 | Енді Маррей                       | Стен Вавринка Томаш Бердих                    | Мілош Раоніч Кей Нісікорі Рафаель Надаль Нік Киріос                |
| 19 січня 26 січня | Відкритий чемпіонат Австралії Мельбурн, Австралія Великий шолом A$17,748,600 – Хард 128S/128Q/64D/32X Одиночний розряд – Парний розряд – Змішаний парний розряд | Сімоне Болеллі Фабіо Фоніні 6–4, 6–4        | Пєр-Юг Ербер Ніколя Маю           | Стен Вавринка Томаш Бердих                    | Мілош Раоніч Кей Нісікорі Рафаель Надаль Нік Киріос                |
| 19 січня 26 січня | Відкритий чемпіонат Австралії Мельбурн, Австралія Великий шолом A$17,748,600 – Хард 128S/128Q/64D/32X Одиночний розряд – Парний розряд – Змішаний парний розряд | Мартіна Хінгіс Леандер Паес 6–4, 6–3        | Крістіна Младенович Деніел Нестор | Стен Вавринка Томаш Бердих                    | Мілош Раоніч Кей Нісікорі Рафаель Надаль Нік Киріос                |

### Лютий
| Тиждень   | Турнір | Чемпіони                                                   | Фіналісти                            | Півфіналісти                             | Чвертьфіналісти                                                  |
| --------- | --- | ---------------------------------------------------------- | ------------------------------------ | ---------------------------------------- | ---------------------------------------------------------------- |
| 2 лютого  | Open Sud de France Монпельє, Франція Світовий Тур ATP 250 €494,310 – Хард (п) – 28S/32Q/16D Одиночний розряд – Парний розряд                      | Рішар Гаске 3–0, retired                                   | Єжи Янович                           | Гаель Монфіс Жуан Соуза                  | Стів Дарсіс Денис Істомін Філіпп Кольшрайбер Жиль Сімон          |
| 2 лютого  | Open Sud de France Монпельє, Франція Світовий Тур ATP 250 €494,310 – Хард (п) – 28S/32Q/16D Одиночний розряд – Парний розряд                      | Маркус Даніелл Артем Сітак 3–6, 6–4, [16–14]               | Домінік Інглот Флорін Мерджа         | Гаель Монфіс Жуан Соуза                  | Стів Дарсіс Денис Істомін Філіпп Кольшрайбер Жиль Сімон          |
| 2 лютого  | Загреб Indoors Загреб, Хорватія Світовий Тур ATP 250 €494,310 – Хард (п) – 28S/32Q/16D Одиночний розряд – Парний розряд                           | Гільєрмо Гарсія-Лопес 7–6(7–4), 6–3                        | Андреас Сеппі                        | Маркос Багдатіс Марсель Гранольєрс       | Михайло Южний Віктор Троїцький Річардас Беранкіс Ігор Сійслінґ   |
| 2 лютого  | Загреб Indoors Загреб, Хорватія Світовий Тур ATP 250 €494,310 – Хард (п) – 28S/32Q/16D Одиночний розряд – Парний розряд                           | Марін Драганя Генрі Контінен 6–4, 6–4                      | Фабріс Мартен Пурав Раджа            | Маркос Багдатіс Марсель Гранольєрс       | Михайло Южний Віктор Троїцький Річардас Беранкіс Ігор Сійслінґ   |
| 2 лютого  | Відкритий чемпіонат Еквадору Кіто, Еквадор Світовий Тур ATP 250 $494,310 – ґрунт – 28S/32Q/16D Одиночний розряд – Парний розряд                   | Віктор Естрелья Бургос 6–2, 6–7(5–7), 7–6(7–5)             | Фелісіано Лопес                      | Фернандо Вердаско Томас Беллуччі         | Душан Лайович Паоло Лоренці Мартін Кліжан Альберт Монтаньєс      |
| 2 лютого  | Відкритий чемпіонат Еквадору Кіто, Еквадор Світовий Тур ATP 250 $494,310 – ґрунт – 28S/32Q/16D Одиночний розряд – Парний розряд                   | Геро Кречмер Александер Сачко 7–5, 7–6(7–3)                | Віктор Естрелья Бургос Жоао Соуза    | Фернандо Вердаско Томас Беллуччі         | Душан Лайович Паоло Лоренці Мартін Кліжан Альберт Монтаньєс      |
| 9 лютого  | Відкритий чемпіонат Роттердама Роттердам, Нідерланди Світовий Тур ATP 500 $1,890,939 – Хард (п) – 32S/16Q/16D/4D Одиночний розряд – Парний розряд | Стен Вавринка 4–6, 6–3, 6–4                                | Томаш Бердих                         | Жиль Сімон Мілош Раоніч                  | Енді Маррей Гаель Монфіс Жіль Мюллер Сергій Стаховський          |
| 9 лютого  | Відкритий чемпіонат Роттердама Роттердам, Нідерланди Світовий Тур ATP 500 $1,890,939 – Хард (п) – 32S/16Q/16D/4D Одиночний розряд – Парний розряд | Жан-Жульєн Роєр Горія Текеу 3–6, 6–3, [10–8]               | Джеймі Маррей Джон Пірс              | Жиль Сімон Мілош Раоніч                  | Енді Маррей Гаель Монфіс Жіль Мюллер Сергій Стаховський          |
| 9 лютого  | Відкритий чемпіонат Мемфіса Мемфіс, США Світовий Тур ATP 250 $659,070 – Хард (п) – 28S/32Q/16D Одиночний розряд – Парний розряд                   | Кей Нісікорі 6–4, 6–4                                      | Кевін Андерсон                       | Сем Кверрі Дональд Янг                   | Остін Крайчек Джон Ізнер Бернард Томіч Стів Джонсон              |
| 9 лютого  | Відкритий чемпіонат Мемфіса Мемфіс, США Світовий Тур ATP 250 $659,070 – Хард (п) – 28S/32Q/16D Одиночний розряд – Парний розряд                   | Маріуш Фирстенберг Сантьяго Гонсалес 5–7, 7–6(7–1), [10–8] | Артем Сітак Дональд Янг              | Сем Кверрі Дональд Янг                   | Остін Крайчек Джон Ізнер Бернард Томіч Стів Джонсон              |
| 9 лютого  | Відкритий чемпіонат Бразилії Сан-Паулу, Бразилія Світовий Тур ATP 250 $505,655 – ґрунт (п) – 28S/32Q/16D Одиночний розряд – Парний розряд         | Пабло Куевас 6–4, 3–6, 7–6(7–4)                            | Лука Ванні                           | Жоао Соуза Сантьяго Хіральдо             | Душан Лайович Леонардо Маєр Фабіо Фоніні Ніколас Альмагро        |
| 9 лютого  | Відкритий чемпіонат Бразилії Сан-Паулу, Бразилія Світовий Тур ATP 250 $505,655 – ґрунт (п) – 28S/32Q/16D Одиночний розряд – Парний розряд         | Хуан Себастьян Кабаль Роберт Фара 6–4, 6–2                 | Паоло Лоренці Дієго Шварцман         | Жоао Соуза Сантьяго Хіральдо             | Душан Лайович Леонардо Маєр Фабіо Фоніні Ніколас Альмагро        |
| 16 лютого | Rio Open Ріо-де-Жанейро, Бразилія Світовий Тур ATP 500 $1,548,755 – ґрунт – 32S/16Q/16D Одиночний розряд – Парний розряд                          | Давид Феррер 6–2, 6–3                                      | Фабіо Фоніні                         | Рафаель Надаль Андреас Гайдер-Маурер     | Пабло Куевас Федеріко Дельбоніс Жоао Соуза Хуан Монако           |
| 16 лютого | Rio Open Ріо-де-Жанейро, Бразилія Світовий Тур ATP 500 $1,548,755 – ґрунт – 32S/16Q/16D Одиночний розряд – Парний розряд                          | Мартін Кліжан Філіпп Освальд 7–6(7–3), 6–4                 | Пабло Андухар Олівер Марах           | Рафаель Надаль Андреас Гайдер-Маурер     | Пабло Куевас Федеріко Дельбоніс Жоао Соуза Хуан Монако           |
| 16 лютого | Open 13 Марсель, Франція Світовий Тур ATP 250 $747,514 – Хард (п) – 28S/32Q/16D Одиночний розряд – Парний розряд                                  | Жиль Сімон 6–4, 1–6, 7–6(7–4)                              | Гаель Монфіс                         | Роберто Баутіста Аґут Сергій Стаховський | Сімоне Болеллі Домінік Тім Жеремі Шарді Стен Вавринка            |
| 16 лютого | Open 13 Марсель, Франція Світовий Тур ATP 250 $747,514 – Хард (п) – 28S/32Q/16D Одиночний розряд – Парний розряд                                  | Марін Драганя Генрі Контінен 6–4, 3–6, [10–8]              | Колін Флемінг Джонатан Маррей        | Роберто Баутіста Аґут Сергій Стаховський | Сімоне Болеллі Домінік Тім Жеремі Шарді Стен Вавринка            |
| 16 лютого | Делрей-Біч Open Делрей-Біч, США Світовий Тур ATP 250 $549,230 – Хард – 32S/32Q/16D Одиночний розряд – Парний розряд                               | Іво Карлович 6–3, 6–3                                      | Дональд Янг                          | Адріан Маннаріно Бернард Томіч           | Лу Єн-Сун Стів Джонсон Олександр Долгополов Йосіхіто Нісіока     |
| 16 лютого | Делрей-Біч Open Делрей-Біч, США Світовий Тур ATP 250 $549,230 – Хард – 32S/32Q/16D Одиночний розряд – Парний розряд                               | Боб Браян Майк Браян 6–3, 3–6, [10–6]                      | Равен Класен Леандер Паес            | Адріан Маннаріно Бернард Томіч           | Лу Єн-Сун Стів Джонсон Олександр Долгополов Йосіхіто Нісіока     |
| 23 лютого | Дубай Tennis Championships Дубай, ОАЕ Світовий Тур ATP 500 $2,503,810 – Хард – 32S/16Q/16D/4D Одиночний розряд – Парний розряд                    | Роджер Федерер 6–3, 7–5                                    | Новак Джокович                       | Томаш Бердих Борна Чорич                 | Марсель Їльхан Сергій Стаховський Енді Маррей Рішар Гаске        |
| 23 лютого | Дубай Tennis Championships Дубай, ОАЕ Світовий Тур ATP 500 $2,503,810 – Хард – 32S/16Q/16D/4D Одиночний розряд – Парний розряд                    | Роган Бопанна Деніел Нестор 6–4, 6–1                       | Айсам-уль-Хак Куреші Ненад Зімоньїч  | Томаш Бердих Борна Чорич                 | Марсель Їльхан Сергій Стаховський Енді Маррей Рішар Гаске        |
| 23 лютого | Mexican Open Акапулько, Мексика Світовий Тур ATP 500 $1,548,755 – Хард – 32S/16Q/16D/4D Одиночний розряд – Парний розряд                          | Давид Феррер 6–3, 7–5                                      | Кей Нісікорі                         | Кевін Андерсон Раян Гаррісон             | Олександр Долгополов Віктор Троїцький Іво Карлович Бернард Томіч |
| 23 лютого | Mexican Open Акапулько, Мексика Світовий Тур ATP 500 $1,548,755 – Хард – 32S/16Q/16D/4D Одиночний розряд – Парний розряд                          | Іван Додіг Марсело Мело 7–6(7–2), 5–7, [10–3]              | Маріуш Фирстенберг Сантьяго Гонсалес | Кевін Андерсон Раян Гаррісон             | Олександр Долгополов Віктор Троїцький Іво Карлович Бернард Томіч |
| 23 лютого | Відкритий чемпіонат Аргентини Буенос Айрес, Аргентина Світовий Тур ATP 250 $573,750 – ґрунт – 28S/32Q/16D Одиночний розряд – Парний розряд        | Рафаель Надаль 6–4, 6–1                                    | Хуан Монако                          | Карлос Берлок Ніколас Альмагро           | Федеріко Дельбоніс Блаж Рола Пабло Куевас Томмі Робредо          |
| 23 лютого | Відкритий чемпіонат Аргентини Буенос Айрес, Аргентина Світовий Тур ATP 250 $573,750 – ґрунт – 28S/32Q/16D Одиночний розряд – Парний розряд        | Яркко Ніємінен Андре Са 4–6, 6–4, [10–7]                   | Пабло Андухар Олівер Марах           | Карлос Берлок Ніколас Альмагро           | Федеріко Дельбоніс Блаж Рола Пабло Куевас Томмі Робредо          |

### Березень
| Тиждень               | Турнір | Чемпіони | Фіналісти | Півфіналісти             | Чвертьфіналісти                                           |
| --------------------- | --- | --- | --- | ------------------------ | --------------------------------------------------------- |
| 2 березня             | Перше коло кубка Девіса Руперт Губер, Німеччина – Хард (п) Глазго, Велика Британія – Хард (п) Острава, Чехія – Хард (п) Астана, Казахстан – Хард (п) Буенос Айрес, Аргентина – ґрунт Кралево, Сербія – Хард (п) Ванкувер, Канада – Хард (п) Льєж, Бельгія – Хард (п) | Перемогли в першому раунді Франція 3–2 · Велика Британія 3–2 · Австралія 3–2 · Казахстан 3–2 · Аргентина 3–2 · Сербія 5–0 · Канада 3–2 · Бельгія 3–2 | Програли в першому раунді Німеччина · Сполучені Штати Америки · Чехія · Італія · Бразилія · Хорватія · Японія · Швейцарія |                          |                                                           |
| 9 березня 16 березня  | Індіан-Веллс Мастерс Індіан-Веллс, США Світовий Тур ATP Мастерс 1000 $7,107,445 – Хард – 96S/32D Одиночний розряд – Парний розряд | Новак Джокович 6–3, 6–7(5–7), 6–2 | Роджер Федерер | Енді Маррей Мілош Раоніч | Бернард Томіч Фелісіано Лопес Рафаель Надаль Томаш Бердих |
| 9 березня 16 березня  | Індіан-Веллс Мастерс Індіан-Веллс, США Світовий Тур ATP Мастерс 1000 $7,107,445 – Хард – 96S/32D Одиночний розряд – Парний розряд | Вашек Поспішил Джек Сок 6–4, 6–7(3–7), [10–7] | Сімоне Болеллі Фабіо Фоніні                                                                                               | Енді Маррей Мілош Раоніч | Бернард Томіч Фелісіано Лопес Рафаель Надаль Томаш Бердих |
| 23 березня 30 березня | Відкритий чемпіонат Маямі Маямі, США Світовий Тур ATP Мастерс 1000 $6,267,755 – Хард – 96S/48Q/32D Одиночний розряд – Парний розряд | Новак Джокович 7–6(7–3), 4–6, 6–0 | Енді Маррей | Джон Ізнер Томаш Бердих  | Давид Феррер Кей Нісікорі Домінік Тім Хуан Монако         |
| 23 березня 30 березня | Відкритий чемпіонат Маямі Маямі, США Світовий Тур ATP Мастерс 1000 $6,267,755 – Хард – 96S/48Q/32D Одиночний розряд – Парний розряд | Боб Браян Майк Браян 6–3, 1–6, [10–8] | Вашек Поспішил Джек Сок                                                                                                   | Джон Ізнер Томаш Бердих  | Давид Феррер Кей Нісікорі Домінік Тім Хуан Монако         |

### Квітень
| Тиждень   | Турнір | Чемпіони                                           | Фіналісти                      | Півфіналісти                               | Чвертьфіналісти                                                     |
| --------- | --- | -------------------------------------------------- | ------------------------------ | ------------------------------------------ | ------------------------------------------------------------------- |
| 6 квітня  | Ґрунтовий чемпіонат США Х'юстон, США Світовий Тур ATP 250 $549,230 – Ґрунт (Maroon) – 28S/32Q/16D Одиночний розряд – Парний розряд                 | Джек Сок 7–6(11–9), 7–6(7–2)                       | Сем Кверрі                     | Фернандо Вердаско Кевін Андерсон           | Фелісіано Лопес Теймураз Габашвілі Жеремі Шарді Сантьяго Хіральдо   |
| 6 квітня  | Ґрунтовий чемпіонат США Х'юстон, США Світовий Тур ATP 250 $549,230 – Ґрунт (Maroon) – 28S/32Q/16D Одиночний розряд – Парний розряд                 | Річардас Беранкіс Теймураз Габашвілі 6–4, 6–4      | Трет Х'юї Скотт Ліпскі         | Фернандо Вердаско Кевін Андерсон           | Фелісіано Лопес Теймураз Габашвілі Жеремі Шарді Сантьяго Хіральдо   |
| 6 квітня  | Гран-прі Хассана II Касабланка, Марокко Світовий Тур ATP 250 $583,881 – ґрунт – 28S/32Q/16D Одиночний розряд – Парний розряд                       | Мартін Кліжан 6–2, 6–2                             | Даніель Хімено-Травер          | Їржі Веселий Дамір Джумгур                 | Лямін Уахаб Аляж Бедене Андреас Гайдер-Маурер Ніколас Альмагро      |
| 6 квітня  | Гран-прі Хассана II Касабланка, Марокко Світовий Тур ATP 250 $583,881 – ґрунт – 28S/32Q/16D Одиночний розряд – Парний розряд                       | Раміз Джунейд Аділ Шамасдін 3–6, 6–2, [10–7]       | Роган Бопанна Флорін Мерджа    | Їржі Веселий Дамір Джумгур                 | Лямін Уахаб Аляж Бедене Андреас Гайдер-Маурер Ніколас Альмагро      |
| 13 квітня | Monte-Carlo Masters Монте-Карло, Монако Світовий Тур ATP Мастерс 1000 €3,830,295 – ґрунт – 56S/28Q/24D Одиночний розряд – Парний розряд            | Новак Джокович 7–5, 4–6, 6–3                       | Томаш Бердих                   | Рафаель Надаль Гаель Монфіс                | Марин Чилич Давид Феррер Мілош Раоніч Григор Димитров               |
| 13 квітня | Monte-Carlo Masters Монте-Карло, Монако Світовий Тур ATP Мастерс 1000 €3,830,295 – ґрунт – 56S/28Q/24D Одиночний розряд – Парний розряд            | Боб Браян Майк Браян 7–6(7–3), 6–1                 | Сімоне Болеллі Фабіо Фоніні    | Рафаель Надаль Гаель Монфіс                | Марин Чилич Давид Феррер Мілош Раоніч Григор Димитров               |
| 20 квітня | Відкритий чемпіонат Барселони Барселона, Іспанія Світовий Тур ATP 500 $2,265,235 – ґрунт – 48S/28Q/16D/4D Одиночний розряд – Парний розряд         | Кей Нісікорі 6–4, 6–4                              | Пабло Андухар                  | Мартін Кліжан Давид Феррер                 | Роберто Баутіста Аґут Томмі Робредо Філіпп Кольшрайбер Фабіо Фоніні |
| 20 квітня | Відкритий чемпіонат Барселони Барселона, Іспанія Світовий Тур ATP 500 $2,265,235 – ґрунт – 48S/28Q/16D/4D Одиночний розряд – Парний розряд         | Марін Драганя Генрі Контінен 6–3, 6–7(6–8), [11–9] | Джеймі Маррей Джон Пірс        | Мартін Кліжан Давид Феррер                 | Роберто Баутіста Аґут Томмі Робредо Філіпп Кольшрайбер Фабіо Фоніні |
| 20 квітня | Відкритий чемпіонат Румунії Бухарест, Румунія Світовий Тур ATP 250 $583,881 – ґрунт – 28S/32Q/16D Одиночний розряд – Парний розряд                 | Гільєрмо Гарсія-Лопес 7–6(7–5), 7–6(13–11)         | Їржі Веселий                   | Даніель Хімено-Травер Гаель Монфіс         | Жиль Сімон Іво Карлович Лукаш Росол Сімоне Болеллі                  |
| 20 квітня | Відкритий чемпіонат Румунії Бухарест, Румунія Світовий Тур ATP 250 $583,881 – ґрунт – 28S/32Q/16D Одиночний розряд – Парний розряд                 | Маріус Копіл Адріан Унгур 3–6, 7–5, [17–15]        | Ніколас Монро Артем Сітак      | Даніель Хімено-Травер Гаель Монфіс         | Жиль Сімон Іво Карлович Лукаш Росол Сімоне Болеллі                  |
| 27 квітня | Bavarian International Tennis Championships Мюнхен, Німеччина Світовий Тур ATP 250 $583,881 – ґрунт – 28S/32Q/16D Одиночний розряд – Парний розряд | Енді Маррей 7–6(7–4), 5–7, 7–6(7–4)                | Філіпп Кольшрайбер             | Роберто Баутіста Аґут Геральд Мельцер      | Лукаш Росол Віктор Естрелья Бургос Давід Ґоффен Домінік Тім         |
| 27 квітня | Bavarian International Tennis Championships Мюнхен, Німеччина Світовий Тур ATP 250 $583,881 – ґрунт – 28S/32Q/16D Одиночний розряд – Парний розряд | Александер Пея Бруно Соарес 4–6, 6–1, [10–5]       | Олександр Звєрєв Міша Зверєв   | Роберто Баутіста Аґут Геральд Мельцер      | Лукаш Росол Віктор Естрелья Бургос Давід Ґоффен Домінік Тім         |
| 27 квітня | Відкритий чемпіонат Ештуріла Кашкайш, Португалія Світовий Тур ATP 250 €439,405 – ґрунт – 28S/32Q/16D Одиночний розряд – Парний розряд              | Рішар Гаске 6–3, 6–2                               | Нік Киріос                     | Пабло Карреньо Буста Гільєрмо Гарсія-Лопес | Робін Гаасе Жіль Мюллер Ніколас Альмагро Борна Чорич                |
| 27 квітня | Відкритий чемпіонат Ештуріла Кашкайш, Португалія Світовий Тур ATP 250 €439,405 – ґрунт – 28S/32Q/16D Одиночний розряд – Парний розряд              | Трет Х'юї Скотт Ліпскі 6–1, 6–4                    | Марк Лопес Давід Марреро       | Пабло Карреньо Буста Гільєрмо Гарсія-Лопес | Робін Гаасе Жіль Мюллер Ніколас Альмагро Борна Чорич                |
| 27 квітня | Відкритий чемпіонат Стамбула Стамбул, Туреччина Світовий Тур ATP 250 €439,405 – ґрунт – 28S/32Q/16D Одиночний розряд – Парний розряд               | Роджер Федерер 6–3, 7–6(13–11)                     | Пабло Куевас                   | Дієго Шварцман Григор Димитров             | Даніель Хімено-Травер Сантьяго Хіральдо Томас Беллуччі Іван Додіг   |
| 27 квітня | Відкритий чемпіонат Стамбула Стамбул, Туреччина Світовий Тур ATP 250 €439,405 – ґрунт – 28S/32Q/16D Одиночний розряд – Парний розряд               | Раду Албот Душан Лайович 6–4, 7–6(7–2)             | Роберт Ліндстедт Юрген Мельцер | Дієго Шварцман Григор Димитров             | Даніель Хімено-Травер Сантьяго Хіральдо Томас Беллуччі Іван Додіг   |

### Травень
| Тиждень            | Турнір | Чемпіони                                           | Фіналісти                          | Півфіналісти                         | Чвертьфіналісти                                                 |
| ------------------ | --- | -------------------------------------------------- | ---------------------------------- | ------------------------------------ | --------------------------------------------------------------- |
| 4 травня           | Відкритий чемпіонат Мадрида Мадрид, Іспанія Світовий Тур ATP Мастерс 1000 €4,185,405 – ґрунт – 56S/28Q/24D Одиночний розряд – Парний розряд              | Енді Маррей 6–3, 6–2                               | Рафаель Надаль                     | Томаш Бердих Кей Нісікорі            | Джон Ізнер Григор Димитров Давид Феррер Мілош Раоніч            |
| 4 травня           | Відкритий чемпіонат Мадрида Мадрид, Іспанія Світовий Тур ATP Мастерс 1000 €4,185,405 – ґрунт – 56S/28Q/24D Одиночний розряд – Парний розряд              | Роган Бопанна Флорін Мерджа 6–2, 6–7(5–7), [11–9]  | Марцін Матковський Ненад Зімоньїч  | Томаш Бердих Кей Нісікорі            | Джон Ізнер Григор Димитров Давид Феррер Мілош Раоніч            |
| 11 травня          | Відкритий чемпіонат Італії Рим, Італія Світовий Тур ATP Мастерс 1000 €3,830,295 – ґрунт – 56S/28Q/24D Одиночний розряд – Парний розряд                   | Новак Джокович 6–4, 6–3                            | Роджер Федерер                     | Давид Феррер Стен Вавринка           | Кей Нісікорі Давід Ґоффен Рафаель Надаль Томаш Бердих           |
| 11 травня          | Відкритий чемпіонат Італії Рим, Італія Світовий Тур ATP Мастерс 1000 €3,830,295 – ґрунт – 56S/28Q/24D Одиночний розряд – Парний розряд                   | Пабло Куевас Давід Марреро 6–4, 7–5                | Марсель Гранольєрс Марк Лопес      | Давид Феррер Стен Вавринка           | Кей Нісікорі Давід Ґоффен Рафаель Надаль Томаш Бердих           |
| 18 травня          | Open de Nice Côte d'Azur Ніцца, Франція Світовий Тур ATP 250 $583,881 – ґрунт – 28S/32Q/16D Одиночний розряд – Парний розряд                             | Домінік Тім 6–7(8–10), 7–5, 7–6(7–2)               | Леонардо Маєр                      | Борна Чорич Джон Ізнер               | Джеймс Дакворт Хуан Монако Ернестс Гульбіс Душан Лайович        |
| 18 травня          | Open de Nice Côte d'Azur Ніцца, Франція Світовий Тур ATP 250 $583,881 – ґрунт – 28S/32Q/16D Одиночний розряд – Парний розряд                             | Мате Павич Майкл Вінус 7–6(7–4), 2–6, [10–8]       | Жан-Жульєн Роєр Горія Текеу        | Борна Чорич Джон Ізнер               | Джеймс Дакворт Хуан Монако Ернестс Гульбіс Душан Лайович        |
| 18 травня          | Відкритий чемпіонат Женеви Женева, Швейцарія Світовий Тур ATP 250 €439,405 – ґрунт – 28S/32Q/16D Одиночний розряд – Парний розряд                        | Томас Беллуччі 7–6(7–4), 6–4                       | Жуан Соуза                         | Федеріко Дельбоніс Сантьяго Хіральдо | Стен Вавринка Пабло Андухар Альберт Рамос-Віньйолас Марин Чилич |
| 18 травня          | Відкритий чемпіонат Женеви Женева, Швейцарія Світовий Тур ATP 250 €439,405 – ґрунт – 28S/32Q/16D Одиночний розряд – Парний розряд                        | Хуан Себастьян Кабаль Роберт Фара 7–5, 4–6, [10–7] | Равен Класен Єнь-Сунь Лу           | Федеріко Дельбоніс Сантьяго Хіральдо | Стен Вавринка Пабло Андухар Альберт Рамос-Віньйолас Марин Чилич |
| 25 травня 1 червня | Відкритий чемпіонат Франції Paris, Франція Великий шолом €14,014,300 – ґрунт 128S/128Q/64D/32X Одиночний розряд – Парний розряд – Змішаний парний розряд | Стен Вавринка 4–6, 6–4, 6–3, 6–4                   | Новак Джокович                     | Енді Маррей Жо-Вілфрід Тсонга        | Рафаель Надаль Давид Феррер Кей Нісікорі Роджер Федерер         |
| 25 травня 1 червня | Відкритий чемпіонат Франції Paris, Франція Великий шолом €14,014,300 – ґрунт 128S/128Q/64D/32X Одиночний розряд – Парний розряд – Змішаний парний розряд | Іван Додіг Марсело Мело 6–7(5–7), 7–6(7–5), 7–5    | Боб Браян Майк Браян               | Енді Маррей Жо-Вілфрід Тсонга        | Рафаель Надаль Давид Феррер Кей Нісікорі Роджер Федерер         |
| 25 травня 1 червня | Відкритий чемпіонат Франції Paris, Франція Великий шолом €14,014,300 – ґрунт 128S/128Q/64D/32X Одиночний розряд – Парний розряд – Змішаний парний розряд | Бетані Маттек-Сендс Майк Браян 7–6(7–3), 6–1       | Луціє Градецька Марцін Матковський | Енді Маррей Жо-Вілфрід Тсонга        | Рафаель Надаль Давид Феррер Кей Нісікорі Роджер Федерер         |

### Червень
| Тиждень            | Турнір | Чемпіони                                       | Фіналісти                         | Півфіналісти                         | Чвертьфіналісти                                           |
| ------------------ | --- | ---------------------------------------------- | --------------------------------- | ------------------------------------ | --------------------------------------------------------- |
| 8 червня           | Rosmalen Трава Court Championships 'с-Гертогенбос, Нідерланди Світовий Тур ATP 250 €604,155 – Трава – 28S/32Q/16D Одиночний розряд – Парний розряд | Ніколя Маю 7–6(7–1), 6–1                       | Давід Ґоффен                      | Робін Гаасе Жіль Мюллер              | Іво Карлович Адріан Маннаріно Маріус Копіл Ілля Марченко  |
| 8 червня           | Rosmalen Трава Court Championships 'с-Гертогенбос, Нідерланди Світовий Тур ATP 250 €604,155 – Трава – 28S/32Q/16D Одиночний розряд – Парний розряд | Іво Карлович Лукаш Кубот 6–2, 7–6(11–9)        | Пєр-Юг Ербер Ніколя Маю           | Робін Гаасе Жіль Мюллер              | Іво Карлович Адріан Маннаріно Маріус Копіл Ілля Марченко  |
| 8 червня           | Відкритий чемпіонат Штутгарта Штутгарт, Німеччина Світовий Тур ATP 250 €642,070 – Трава – 28S/32Q/16D Одиночний розряд – Парний розряд             | Рафаель Надаль 7–6(7–3), 6–3                   | Віктор Троїцький                  | Гаель Монфіс Марин Чилич             | Бернард Томіч Філіпп Кольшрайбер Сем Грот Міша Зверєв     |
| 8 червня           | Відкритий чемпіонат Штутгарта Штутгарт, Німеччина Світовий Тур ATP 250 €642,070 – Трава – 28S/32Q/16D Одиночний розряд – Парний розряд             | Роган Бопанна Флорін Мерджа 5–7, 6–2, [10–7]   | Александер Пея Бруно Соарес       | Гаель Монфіс Марин Чилич             | Бернард Томіч Філіпп Кольшрайбер Сем Грот Міша Зверєв     |
| 15 червня          | Відкритий чемпіонат Галле Галле, Німеччина Світовий Тур ATP 500 €1,696,645 – Трава – 32S/16Q/16D/4D Одиночний розряд – Парний розряд               | Роджер Федерер 7–6(7–1), 6–4                   | Андреас Сеппі                     | Іво Карлович Кей Нісікорі            | Флоріан Маєр Томаш Бердих Гаель Монфіс Єжи Янович         |
| 15 червня          | Відкритий чемпіонат Галле Галле, Німеччина Світовий Тур ATP 500 €1,696,645 – Трава – 32S/16Q/16D/4D Одиночний розряд – Парний розряд               | Равен Класен Ражів Рам 7–6(7–5), 6–2           | Роган Бопанна Флорін Мерджа       | Іво Карлович Кей Нісікорі            | Флоріан Маєр Томаш Бердих Гаель Монфіс Єжи Янович         |
| 15 червня          | Queen's Club Championships Лондон, Велика Британія Світовий Тур ATP 500 €1,696,645 – Трава – 32S/16Q/16D/4D Одиночний розряд – Парний розряд       | Енді Маррей 6–3, 6–4                           | Кевін Андерсон                    | Віктор Троїцький Жиль Сімон          | Жіль Мюллер Джон Ізнер Мілош Раоніч Гільєрмо Гарсія-Лопес |
| 15 червня          | Queen's Club Championships Лондон, Велика Британія Світовий Тур ATP 500 €1,696,645 – Трава – 32S/16Q/16D/4D Одиночний розряд – Парний розряд       | Пєр-Юг Ербер Ніколя Маю 6–2, 6–2               | Марцін Матковський Ненад Зімоньїч | Віктор Троїцький Жиль Сімон          | Жіль Мюллер Джон Ізнер Мілош Раоніч Гільєрмо Гарсія-Лопес |
| 22 червня          | Відкритий чемпіонат Ноттінгема Ноттінгем, Велика Британія Світовий Тур ATP 250 €644,065 – Трава – 48S/32Q/16D Одиночний розряд – Парний розряд     | Денис Істомін 7–6(7–1), 7–6(8–6)               | Сем Кверрі                        | Маркос Багдатіс Олександр Долгополов | Сімоне Болеллі Леонардо Маєр Лу Єн-Сун Жиль Сімон         |
| 22 червня          | Відкритий чемпіонат Ноттінгема Ноттінгем, Велика Британія Світовий Тур ATP 250 €644,065 – Трава – 48S/32Q/16D Одиночний розряд – Парний розряд     | Кріс Гуччоне Андре Са 6–2, 7–5                 | Пабло Куевас Давід Марреро        | Маркос Багдатіс Олександр Долгополов | Сімоне Болеллі Леонардо Маєр Лу Єн-Сун Жиль Сімон         |
| 29 червня 12 липня | Вімблдон Лондон, Велика Британія Великий шолом £12,568,000 – Трава 128S/128Q/64D/16Q/48X Одиночний розряд – Парний розряд – Змішаний парний розряд | Новак Джокович 7–6(7–1), 6–7(10–12), 6–4, 6–3  | Роджер Федерер                    | Рішар Гаске Енді Маррей              | Марин Чилич Стен Вавринка Вашек Поспішил Жиль Сімон       |
| 29 червня 12 липня | Вімблдон Лондон, Велика Британія Великий шолом £12,568,000 – Трава 128S/128Q/64D/16Q/48X Одиночний розряд – Парний розряд – Змішаний парний розряд | Жан-Жульєн Роєр Горія Текеу 7–6(7–5), 6–4, 6–4 | Джеймі Маррей Джон Пірс           | Рішар Гаске Енді Маррей              | Марин Чилич Стен Вавринка Вашек Поспішил Жиль Сімон       |
| 29 червня 12 липня | Вімблдон Лондон, Велика Британія Великий шолом £12,568,000 – Трава 128S/128Q/64D/16Q/48X Одиночний розряд – Парний розряд – Змішаний парний розряд | Мартіна Хінгіс Леандер Паес 6–1, 6–1           | Тімеа Бабош Александер Пея        | Рішар Гаске Енді Маррей              | Марин Чилич Стен Вавринка Вашек Поспішил Жиль Сімон       |

### Липень
| Тиждень  | Турнір | Чемпіони                                                                                    | Фіналісти                                                      | Півфіналісти                       | Чвертьфіналісти                                                   |
| -------- | --- | ------------------------------------------------------------------------------------------- | -------------------------------------------------------------- | ---------------------------------- | ----------------------------------------------------------------- |
| 13 липня | Hall of Fame Tennis Championships Ньюпорт, США Світовий Тур ATP 250 $549,230 – Трава – 32S/32Q/16D Одиночний розряд – Парний розряд                  | Ражів Рам 7–6(7–5), 5–7, 7–6(7–2)                                                           | Іво Карлович                                                   | Джон-Патрік Сміт Джек Сок          | Адріан Маннаріно Тацума Іто Ян Герних Дастін Браун                |
| 13 липня | Hall of Fame Tennis Championships Ньюпорт, США Світовий Тур ATP 250 $549,230 – Трава – 32S/32Q/16D Одиночний розряд – Парний розряд                  | Джонатан Маррей Айсам-уль-Хак Куреші 4–6, 6–3, [10–8]                                       | Ніколас Монро Мате Павич                                       | Джон-Патрік Сміт Джек Сок          | Адріан Маннаріно Тацума Іто Ян Герних Дастін Браун                |
| 13 липня | Чвертьфінали кубка Девіса Лондон, Велика Британія – Трава Дарвін, Австралія – Трава Буенос Айрес, Аргентина – ґрунт (п) Мідделкерке, Бельгія – ґрунт | Перемогли у чвертьфіналах Велика Британія 3–1 · Австралія 3–2 · Аргентина 4–1 · Бельгія 5–0 | Програли у чвертьфіналах Франція · Казахстан · Сербія · Канада |                                    |                                                                   |
| 20 липня | Відкритий чемпіонат Швеції Бостад, Швеція Світовий Тур ATP 250 €494,310 – ґрунт – 28S/32Q/16D Одиночний розряд – Парний розряд                       | Бенуа Пер 7–6(9–7), 6–3                                                                     | Томмі Робредо                                                  | Пабло Куевас Олександр Звєрєв      | Денис Істомін Стів Дарсіс Томас Беллуччі Поль-Анрі Матьє          |
| 20 липня | Відкритий чемпіонат Швеції Бостад, Швеція Світовий Тур ATP 250 €494,310 – ґрунт – 28S/32Q/16D Одиночний розряд – Парний розряд                       | Жеремі Шарді Лукаш Кубот 6–7(6–8), 6–3, [10–8]                                              | Хуан Себастьян Кабаль Роберт Фара                              | Пабло Куевас Олександр Звєрєв      | Денис Істомін Стів Дарсіс Томас Беллуччі Поль-Анрі Матьє          |
| 20 липня | Відкритий чемпіонат Колумбії Богота, Колумбія Світовий Тур ATP 250 $768,915 – Хард – 28S/29Q/16D Одиночний розряд – Парний розряд                    | Бернард Томіч 6–1, 3–6, 6–2                                                                 | Адріан Маннаріно                                               | Іво Карлович Міхаель Беррер        | Радек Штепанек Малік Джазірі Віктор Естрелья Бургос Тацума Іто    |
| 20 липня | Відкритий чемпіонат Колумбії Богота, Колумбія Світовий Тур ATP 250 $768,915 – Хард – 28S/29Q/16D Одиночний розряд – Парний розряд                    | Едуар Роже-Васслен Радек Штепанек 7–5, 6–3                                                  | Мате Павич Майкл Вінус                                         | Іво Карлович Міхаель Беррер        | Радек Штепанек Малік Джазірі Віктор Естрелья Бургос Тацума Іто    |
| 20 липня | Відкритий чемпіонат Хорватії Умаг, Хорватія Світовий Тур ATP 250 €494,310 – ґрунт – 28S/32Q/16D Одиночний розряд – Парний розряд                     | Домінік Тім 6–4, 6–1                                                                        | Жуан Соуза                                                     | Гаель Монфіс Роберто Баутіста Аґут | Філіпп Кольшрайбер Андреас Гайдер-Маурер Фабіо Фоніні Борна Чорич |
| 20 липня | Відкритий чемпіонат Хорватії Умаг, Хорватія Світовий Тур ATP 250 €494,310 – ґрунт – 28S/32Q/16D Одиночний розряд – Парний розряд                     | Максімо Гонсалес Андре Са 4–6, 6–3, [10–5]                                                  | Маріуш Фирстенберг Сантьяго Гонсалес                           | Гаель Монфіс Роберто Баутіста Аґут | Філіпп Кольшрайбер Андреас Гайдер-Маурер Фабіо Фоніні Борна Чорич |
| 27 липня | Відкритий чемпіонат Німеччини Гамбург, Німеччина Світовий Тур ATP 500 €1,407,960 – ґрунт – 32S/16Q/16D/4D Одиночний розряд – Парний розряд           | Рафаель Надаль 7–5, 7–5                                                                     | Фабіо Фоніні                                                   | Андреас Сеппі Люка Пуй             | Пабло Куевас Сімоне Болеллі Аляж Бедене Бенуа Пер                 |
| 27 липня | Відкритий чемпіонат Німеччини Гамбург, Німеччина Світовий Тур ATP 500 €1,407,960 – ґрунт – 32S/16Q/16D/4D Одиночний розряд – Парний розряд           | Джеймі Маррей Джон Пірс 2–6, 6–3, [10–8]                                                    | Хуан Себастьян Кабаль Роберт Фара                              | Андреас Сеппі Люка Пуй             | Пабло Куевас Сімоне Болеллі Аляж Бедене Бенуа Пер                 |
| 27 липня | Відкритий чемпіонат Швейцарії Гштаад, Швейцарія Світовий Тур ATP 250 €494,310 – ґрунт – 28S/32Q/16D Одиночний розряд – Парний розряд                 | Домінік Тім 7–5, 6–2                                                                        | Давід Ґоффен                                                   | Томас Беллуччі Фелісіано Лопес     | Жуан Соуза Пабло Андухар Пабло Карреньо Буста Сантьяго Хіральдо   |
| 27 липня | Відкритий чемпіонат Швейцарії Гштаад, Швейцарія Світовий Тур ATP 250 €494,310 – ґрунт – 28S/32Q/16D Одиночний розряд – Парний розряд                 | Олександр Бурий Денис Істомін 3–6, 6–2, [10–5]                                              | Олівер Марах Айсам-уль-Хак Куреші                              | Томас Беллуччі Фелісіано Лопес     | Жуан Соуза Пабло Андухар Пабло Карреньо Буста Сантьяго Хіральдо   |
| 27 липня | Відкритий чемпіонат Атланти Атланта, США Світовий Тур ATP 250 $659,070 – Хард – 28S/32Q/16D Одиночний розряд – Парний розряд                         | Джон Ізнер 6–3, 6–3                                                                         | Маркос Багдатіс                                                | Деніс Кудла Жіль Мюллер            | Річардас Беранкіс Дуді Села Ґо Соеда Вашек Поспішил               |
| 27 липня | Відкритий чемпіонат Атланти Атланта, США Світовий Тур ATP 250 $659,070 – Хард – 28S/32Q/16D Одиночний розряд – Парний розряд                         | Боб Браян Майк Браян 4–6, 7–6(7–2), [10–4]                                                  | Колін Флемінг Жіль Мюллер                                      | Деніс Кудла Жіль Мюллер            | Річардас Беранкіс Дуді Села Ґо Соеда Вашек Поспішил               |

### Серпень
| Тиждень              | Турнір | Чемпіони                                        | Фіналісти                         | Півфіналісти                     | Чвертьфіналісти                                                 |
| -------------------- | --- | ----------------------------------------------- | --------------------------------- | -------------------------------- | --------------------------------------------------------------- |
| 3 серпня             | Відкритий чемпіонат Вашингтона Вашингтон, США Світовий Тур ATP 500 $1,753,020 – Хард – 48S/16Q/16D/4D Одиночний розряд – Парний розряд            | Кей Нісікорі 4–6, 6–4, 6–4                      | Джон Ізнер                        | Стів Джонсон Марин Чилич         | Річардас Беранкіс Джек Сок Олександр Звєрєв Сем Грот            |
| 3 серпня             | Відкритий чемпіонат Вашингтона Вашингтон, США Світовий Тур ATP 500 $1,753,020 – Хард – 48S/16Q/16D/4D Одиночний розряд – Парний розряд            | Боб Браян Майк Браян 6–4, 6–2                   | Іван Додіг Марсело Мело           | Стів Джонсон Марин Чилич         | Річардас Беранкіс Джек Сок Олександр Звєрєв Сем Грот            |
| 3 серпня             | Austrian Open Kitzbühel Кіцбюель, Австрія Світовий Тур ATP 250 €494,310 – ґрунт – 28S/32Q/16D Одиночний розряд – Парний розряд                    | Філіпп Кольшрайбер 2–6, 6–2, 6–2                | Поль-Анрі Матьє                   | Домінік Тім Ніколас Альмагро     | Альберт Монтаньєс Фабіо Фоніні Федеріко Дельбоніс Душан Лайович |
| 3 серпня             | Austrian Open Kitzbühel Кіцбюель, Австрія Світовий Тур ATP 250 €494,310 – ґрунт – 28S/32Q/16D Одиночний розряд – Парний розряд                    | Ніколас Альмагро Карлос Берлок 5–7, 6–3, [11–9] | Робін Гаасе Генрі Контінен        | Домінік Тім Ніколас Альмагро     | Альберт Монтаньєс Фабіо Фоніні Федеріко Дельбоніс Душан Лайович |
| 10 серпня            | Відкритий чемпіонат Канади Монреаль, Канада Світовий Тур ATP Мастерс 1000 $4,178,500 – Хард – 56S/24Q/24D Одиночний розряд – Парний розряд        | Енді Маррей 6–4, 4–6, 6–3                       | Новак Джокович                    | Жеремі Шарді Кей Нісікорі        | Ернестс Гульбіс Джон Ізнер Рафаель Надаль Жо-Вілфрід Тсонга     |
| 10 серпня            | Відкритий чемпіонат Канади Монреаль, Канада Світовий Тур ATP Мастерс 1000 $4,178,500 – Хард – 56S/24Q/24D Одиночний розряд – Парний розряд        | Боб Браян Майк Браян 7–6(7–5), 3–6, [10–6]      | Деніел Нестор Едуар Роже-Васслен  | Жеремі Шарді Кей Нісікорі        | Ернестс Гульбіс Джон Ізнер Рафаель Надаль Жо-Вілфрід Тсонга     |
| 17 серпня            | Цинциннаті Мастерс Цинциннаті, США Світовий Тур ATP Мастерс 1000 $4,457,065 – Хард – 56S/28Q/24D Одиночний розряд – Парний розряд                 | Роджер Федерер 7–6(7–1), 6–3                    | Новак Джокович                    | Олександр Долгополов Енді Маррей | Стен Вавринка Томаш Бердих Рішар Гаске Фелісіано Лопес          |
| 17 серпня            | Цинциннаті Мастерс Цинциннаті, США Світовий Тур ATP Мастерс 1000 $4,457,065 – Хард – 56S/28Q/24D Одиночний розряд – Парний розряд                 | Деніел Нестор Едуар Роже-Васслен 6–2, 6–2       | Марцін Матковський Ненад Зімоньїч | Олександр Долгополов Енді Маррей | Стен Вавринка Томаш Бердих Рішар Гаске Фелісіано Лопес          |
| 24 серпня            | Відкритий чемпіонат Вінстон-Сейлема Вінстон-Сейлем, США Світовий Тур ATP 250 $695,515 – Хард – 48S/32Q/16D Одиночний розряд – Парний розряд       | Кевін Андерсон 6–4, 7–5                         | Пєр-Юг Ербер                      | Стів Джонсон Малік Джазірі       | Пабло Карреньйо Лу Єн-Сун Томас Беллуччі Борна Чорич            |
| 24 серпня            | Відкритий чемпіонат Вінстон-Сейлема Вінстон-Сейлем, США Світовий Тур ATP 250 $695,515 – Хард – 48S/32Q/16D Одиночний розряд – Парний розряд       | Домінік Інглот Роберт Ліндстедт 6–2, 6–4        | Ерік Буторак Скотт Ліпскі         | Стів Джонсон Малік Джазірі       | Пабло Карреньйо Лу Єн-Сун Томас Беллуччі Борна Чорич            |
| 31 серпня 13 вересня | Відкритий чемпіона США Нью-Йорк, США Великий шолом $19,852,700 – Хард 128S/128Q/64D/32X Одиночний розряд – Парний розряд – Змішаний парний розряд | Новак Джокович 6–4, 5–7, 6–4, 6–4               | Роджер Федерер                    | Марин Чилич Стен Вавринка        | Фелісіано Лопес Жо-Вілфрід Тсонга Кевін Андерсон Рішар Гаске    |
| 31 серпня 13 вересня | Відкритий чемпіона США Нью-Йорк, США Великий шолом $19,852,700 – Хард 128S/128Q/64D/32X Одиночний розряд – Парний розряд – Змішаний парний розряд | Пєр-Юг Ербер Ніколя Маю 6–4, 6–4                | Джеймі Маррей Джон Пірс           | Марин Чилич Стен Вавринка        | Фелісіано Лопес Жо-Вілфрід Тсонга Кевін Андерсон Рішар Гаске    |
| 31 серпня 13 вересня | Відкритий чемпіона США Нью-Йорк, США Великий шолом $19,852,700 – Хард 128S/128Q/64D/32X Одиночний розряд – Парний розряд – Змішаний парний розряд | Мартіна Хінгіс Леандер Паес 6–4, 3–6, [10–7]    | Бетані Маттек-Сендс Сем Кверрі    | Марин Чилич Стен Вавринка        | Фелісіано Лопес Жо-Вілфрід Тсонга Кевін Андерсон Рішар Гаске    |

### Вересень
| Тиждень    | Турнір | Чемпіони                                                 | Фіналісти                                   | Півфіналісти                      | Чвертьфіналісти                                              |
| ---------- | --- | -------------------------------------------------------- | ------------------------------------------- | --------------------------------- | ------------------------------------------------------------ |
| 14 вересня | Півфінали кубка Девіса Глазго, Велика Британія – Хард (п) Брюссель, Бельгія – Хард (п)                                                                | Перемогли в півфіналах Велика Британія 3–2 · Бельгія 3–2 | Програли в півфіналах Австралія · Аргентина |                                   |                                                              |
| 21 вересня | Open de Moselle Мец, Франція Світовий Тур ATP 250 €494,310 – Хард (п) – 28S/32Q/16D Одиночний розряд – Парний розряд                                  | Жо-Вілфрід Тсонга 7–6(7–5), 1–6, 6–2                     | Жиль Сімон                                  | Філіпп Кольшрайбер Мартін Кліжан  | Стен Вавринка Ніколя Маю Гільєрмо Гарсія-Лопес Жіль Мюллер   |
| 21 вересня | Open de Moselle Мец, Франція Світовий Тур ATP 250 €494,310 – Хард (п) – 28S/32Q/16D Одиночний розряд – Парний розряд                                  | Лукаш Кубот Едуар Роже-Васслен 2–6, 6–3, [10–7]          | Пєр-Юг Ербер Ніколя Маю                     | Філіпп Кольшрайбер Мартін Кліжан  | Стен Вавринка Ніколя Маю Гільєрмо Гарсія-Лопес Жіль Мюллер   |
| 21 вересня | Відкритий чемпіонат Санкт-Петербурга Санкт-Петербург, Росія Світовий Тур ATP 250 $1,091,000 – Хард (п) – 28S/32Q/16D Одиночний розряд – Парний розряд | Мілош Раоніч 6–3, 3–6, 6–3                               | Жуан Соуза                                  | Домінік Тім Роберто Баутіста Аґут | Сімоне Болеллі Денис Істомін Люка Пуй Томмі Робредо          |
| 21 вересня | Відкритий чемпіонат Санкт-Петербурга Санкт-Петербург, Росія Світовий Тур ATP 250 $1,091,000 – Хард (п) – 28S/32Q/16D Одиночний розряд – Парний розряд | Трет Х'юї Генрі Контінен 7–5, 6–3                        | Юліан Ноул Александер Пея                   | Домінік Тім Роберто Баутіста Аґут | Сімоне Болеллі Денис Істомін Люка Пуй Томмі Робредо          |
| 28 вересня | Відкритий чемпіонат Шеньчженя Шеньчжень, Китай Світовий Тур ATP 250 $668,945 – Хард – 28S/23Q/16D Одиночний розряд – Парний розряд                    | Томаш Бердих 6–3, 7–6(9–7)                               | Гільєрмо Гарсія-Лопес                       | Томмі Робредо Марин Чилич         | Їржі Веселий Сімоне Болеллі Адріан Маннаріно Хьон Чун        |
| 28 вересня | Відкритий чемпіонат Шеньчженя Шеньчжень, Китай Світовий Тур ATP 250 $668,945 – Хард – 28S/23Q/16D Одиночний розряд – Парний розряд                    | Джонатан Ерліх Колін Флемінг 6–1, 6–7(3–7), [10–6]       | Кріс Гуччоне Андре Са                       | Томмі Робредо Марин Чилич         | Їржі Веселий Сімоне Болеллі Адріан Маннаріно Хьон Чун        |
| 28 вересня | Відкритий чемпіонат Малайзії Куала-Лумпур, Малайзія Світовий Тур ATP 250 $1,041,540 – Хард (п) – 28S/32Q/16D Одиночний розряд – Парний розряд         | Давид Феррер 7–5, 7–5                                    | Фелісіано Лопес                             | Бенжамін Бекер Нік Киріос         | Михайло Кукушкін Григор Димитров Іво Карлович Вашек Поспішил |
| 28 вересня | Відкритий чемпіонат Малайзії Куала-Лумпур, Малайзія Світовий Тур ATP 250 $1,041,540 – Хард (п) – 28S/32Q/16D Одиночний розряд – Парний розряд         | Трет Х'юї Генрі Контінен 7–6(7–4), 6–2                   | Равен Класен Ражів Рам                      | Бенжамін Бекер Нік Киріос         | Михайло Кукушкін Григор Димитров Іво Карлович Вашек Поспішил |

### Жовтень
| Тиждень   | Турнір | Чемпіони                                        | Фіналісти                                  | Півфіналісти                     | Чвертьфіналісти                                               |
| --------- | --- | ----------------------------------------------- | ------------------------------------------ | -------------------------------- | ------------------------------------------------------------- |
| 5 жовтня  | Відкритий чемпіонат Китаю Пекін, Китай Світовий Тур ATP 500 $3,944,715 – Хард – 32S/16Q/16D/4D Одиночний розряд – Парний розряд          | Новак Джокович 6–2, 6–2                         | Рафаель Надаль                             | Давид Феррер Фабіо Фоніні        | Джон Ізнер Лу Єн-Сун Джек Сок Пабло Куевас                    |
| 5 жовтня  | Відкритий чемпіонат Китаю Пекін, Китай Світовий Тур ATP 500 $3,944,715 – Хард – 32S/16Q/16D/4D Одиночний розряд – Парний розряд          | Вашек Поспішил Джек Сок 3–6, 6–3, [10–6]        | Деніел Нестор Едуар Роже-Васслен           | Давид Феррер Фабіо Фоніні        | Джон Ізнер Лу Єн-Сун Джек Сок Пабло Куевас                    |
| 5 жовтня  | Відкритий чемпіонат Японії Токіо, Японія Світовий Тур ATP 500 $1,397,250 – Хард – 32S/16Q/16D/4D Одиночний розряд – Парний розряд        | Стен Вавринка 6–2, 6–4                          | Бенуа Пер                                  | Жіль Мюллер Кей Нісікорі         | Остін Крайчек Жиль Сімон Нік Киріос Марин Чилич               |
| 5 жовтня  | Відкритий чемпіонат Японії Токіо, Японія Світовий Тур ATP 500 $1,397,250 – Хард – 32S/16Q/16D/4D Одиночний розряд – Парний розряд        | Равен Класен Марсело Мело 7–6(7–5), 3–6, [10–7] | Хуан Себастьян Кабаль Роберт Фара          | Жіль Мюллер Кей Нісікорі         | Остін Крайчек Жиль Сімон Нік Киріос Марин Чилич               |
| 12 жовтня | Шанхай Мастерс Шанхай, Китай Світовий Тур ATP Мастерс 1000 $7,021,335 – Хард – 56S/28Q/24D Одиночний розряд – Парний розряд              | Новак Джокович 6–2, 6–4                         | Жо-Вілфрід Тсонга                          | Енді Маррей Рафаель Надаль       | Бернард Томіч Томаш Бердих Стен Вавринка Кевін Андерсон       |
| 12 жовтня | Шанхай Мастерс Шанхай, Китай Світовий Тур ATP Мастерс 1000 $7,021,335 – Хард – 56S/28Q/24D Одиночний розряд – Парний розряд              | Равен Класен Марсело Мело 6–3, 6–3              | Сімоне Болеллі Фабіо Фоніні                | Енді Маррей Рафаель Надаль       | Бернард Томіч Томаш Бердих Стен Вавринка Кевін Андерсон       |
| 19 жовтня | Відкритий чемпіонат Відня Відень, Австрія Світовий Тур ATP 500 €2,324,045 – Хард (п) – 32S/16Q/16D/4D Одиночний розряд – Парний розряд   | Давид Феррер 4–6, 6–4, 7–5                      | Стів Джонсон                               | Гаель Монфіс Ернестс Гульбіс     | Фабіо Фоніні Лукаш Росол Іво Карлович Кевін Андерсон          |
| 19 жовтня | Відкритий чемпіонат Відня Відень, Австрія Світовий Тур ATP 500 €2,324,045 – Хард (п) – 32S/16Q/16D/4D Одиночний розряд – Парний розряд   | Лукаш Кубот Марсело Мело 4–6, 7–6(7–3), [10–6]  | Джеймі Маррей Джон Пірс                    | Гаель Монфіс Ернестс Гульбіс     | Фабіо Фоніні Лукаш Росол Іво Карлович Кевін Андерсон          |
| 19 жовтня | Кубок Кремля Москва, Росія Світовий Тур ATP 250 $771,525 – Хард (п) – 28S/32Q/16D Одиночний розряд – Парний розряд                       | Марин Чилич 6–4, 6–4                            | Роберто Баутіста Аґут                      | Євген Донской Філіпп Кольшрайбер | Андрій Кузнєцов Теймураз Габашвілі Робін Гаасе Люка Пуй       |
| 19 жовтня | Кубок Кремля Москва, Росія Світовий Тур ATP 250 $771,525 – Хард (п) – 28S/32Q/16D Одиночний розряд – Парний розряд                       | Андрій Рубльов Дмитро Турсунов 2–6, 6–1, [10–6] | Раду Албот Франтішек Чермак                | Євген Донской Філіпп Кольшрайбер | Андрій Кузнєцов Теймураз Габашвілі Робін Гаасе Люка Пуй       |
| 19 жовтня | Відкритий чемпіонат Стокгольма Стокгольм, Швеція Світовий Тур ATP 250 €604,155 – Хард (п) – 28S/32Q/16D Одиночний розряд – Парний розряд | Томаш Бердих 7–6(7–1), 6–2                      | Джек Сок                                   | Маркос Багдатіс Рішар Гаске      | Григор Димитров Жіль Мюллер Жиль Сімон Жеремі Шарді           |
| 19 жовтня | Відкритий чемпіонат Стокгольма Стокгольм, Швеція Світовий Тур ATP 250 €604,155 – Хард (п) – 28S/32Q/16D Одиночний розряд – Парний розряд | Ніколас Монро Джек Сок 7–5, 6–2                 | Мате Павич Майкл Вінус                     | Маркос Багдатіс Рішар Гаске      | Григор Димитров Жіль Мюллер Жиль Сімон Жеремі Шарді           |
| 26 жовтня | Swiss Indoors Базель, Швейцарія Світовий Тур ATP 500 €2,022,300 – Хард (п) – 32S/16Q/16D/4D Одиночний розряд – Парний розряд             | Роджер Федерер 6–3, 5–7, 6–3                    | Рафаель Надаль                             | Джек Сок Рішар Гаске             | Давід Ґоффен Дональд Янг Марин Чилич Іво Карлович             |
| 26 жовтня | Swiss Indoors Базель, Швейцарія Світовий Тур ATP 500 €2,022,300 – Хард (п) – 32S/16Q/16D/4D Одиночний розряд – Парний розряд             | Александер Пея Бруно Соарес 7–5, 7–5            | Джеймі Маррей Джон Пірс                    | Джек Сок Рішар Гаске             | Давід Ґоффен Дональд Янг Марин Чилич Іво Карлович             |
| 26 жовтня | Відкритий чемпіонат Валенсії Валенсія, Іспанія Світовий Тур ATP 250 €604,155 – Хард (п) – 28S/32Q/16D Одиночний розряд – Парний розряд   | Жуан Соуза 3–6, 6–3, 6–4                        | Роберто Баутіста Аґут                      | Вашек Поспішил Стів Джонсон      | Даніель Брандс Пабло Куевас Міша Зверєв Гільєрмо Гарсія-Лопес |
| 26 жовтня | Відкритий чемпіонат Валенсії Валенсія, Іспанія Світовий Тур ATP 250 €604,155 – Хард (п) – 28S/32Q/16D Одиночний розряд – Парний розряд   | Ерік Буторак Скотт Ліпскі 7–6(7–4), 6–3         | Фелісіано Лопес Мирний Максим Миколайовичі | Вашек Поспішил Стів Джонсон      | Даніель Брандс Пабло Куевас Міша Зверєв Гільєрмо Гарсія-Лопес |

### Листопад
| Тиждень      | Турнір | Чемпіони                                 | Фіналісти                   | Півфіналісти                 | Чвертьфіналісти                                                    |
| ------------ | --- | ---------------------------------------- | --------------------------- | ---------------------------- | ------------------------------------------------------------------ |
| 2 листопада  | Париж Мастерс Париж, Франція Світовий Тур ATP Мастерс 1000 €3,830,295 – Хард (п) – 48S/24Q/24D Одиночний розряд – Парний розряд               | Новак Джокович 6–2, 6–4                  | Енді Маррей                 | Стен Вавринка Давид Феррер   | Томаш Бердих Рафаель Надаль Джон Ізнер Рішар Гаске                 |
| 2 листопада  | Париж Мастерс Париж, Франція Світовий Тур ATP Мастерс 1000 €3,830,295 – Хард (п) – 48S/24Q/24D Одиночний розряд – Парний розряд               | Іван Додіг Марсело Мело 2–6, 6–3, [10–5] | Вашек Поспішил Джек Сок     | Стен Вавринка Давид Феррер   | Томаш Бердих Рафаель Надаль Джон Ізнер Рішар Гаске                 |
| 9 листопада  | Турнірів не заплановано. | Турнірів не заплановано.                 | Турнірів не заплановано.    | Турнірів не заплановано.     | Турнірів не заплановано.                                           |
| 16 листопада | Фінал Світового Туру ATP London, Велика Британія Фінал Світового Туру ATP $7,000,000 – Хард (п) – 8S/8D (RR) Одиночний розряд – Парний розряд | Новак Джокович 6–3, 6–4                  | Роджер Федерер              | Стен Вавринка Рафаель Надаль | Круговий турнір Енді Маррей Томаш Бердих Давид Феррер Кей Нісікорі |
| 16 листопада | Фінал Світового Туру ATP London, Велика Британія Фінал Світового Туру ATP $7,000,000 – Хард (п) – 8S/8D (RR) Одиночний розряд – Парний розряд | Жан-Жульєн Роєр Горія Текеу 6–4, 6–3     | Роган Бопанна Флорін Мерджа | Стен Вавринка Рафаель Надаль | Круговий турнір Енді Маррей Томаш Бердих Давид Феррер Кей Нісікорі |
| 23 листопада | Фінал кубка Девіса Гент, Belgium – ґрунт (п)                                                                                                  | Велика Британія · 3–1                    | Бельгія                     |                              |                                                                    |

## Статистична інформація
Ці таблиці показують кількість виграних турнірів кожним окремим гравцем та представниками різних країн. Враховані одиночні (S), парні (D) та змішані (X) титули на турнірах усіх рівнів: Великий шолом, Підсумковий, Мастерс, 500, 250. Гравців і країни розподілено за такими показниками:
1. Загальна кількість титулів (титул в парному розряді, виграний двома тенісистами, які представляють одну й ту саму країну, зараховано як  лише один виграш для країни);
2. Сумарна цінність усіх виграних титулів (одна перемога на турнірі Великого шолома, дорівнює двом перемогам на турнірі Мастерс 1000, одна перемога на Фіналі Світового Туру ATP дорівнює півтора перемогам на турнірі Мастерс 1000, один Мастерс 1000 дорівнює двом Мастерс 500, один Мастерс 500 дорівнює двом Мастерс 250);
3. Ієрархія розрядів: одиночний > парний > змішаний;
4. Алфавітний порядок (для гравців за прізвищем).

### Легенда
| Турніри Великого шолома       |
| Фінал Світового Туру ATP      |
| Світовий Тур ATP Мастерс 1000 |
| Світовий Тур ATP 500          |
| Світовий Тур ATP 250          |

### Титули окремих гравців
| Загалом | Гравець                      | S | D | X | S | D | S | D | S | D | S | D | S  | D | X |
| ------- | ---------------------------- | - | - | - | - | - | - | - | - | - | - | - | -- | - | - |
| 11      | Новак Джокович (SRB)         | ● |   |   | ● |   | ● |   | ● |   |   |   | 11 | 0 | 0 |
| 7       | Майк Браян (USA)             |   |   | ● |   |   |   | ● |   | ● |   | ● | 0  | 6 | 1 |
| 6       | Марсело Мело (BRA)           |   | ● |   |   |   |   | ● |   | ● |   |   | 0  | 6 | 0 |
| 6       | Роджер Федерер (SUI)         |   |   |   |   |   | ● |   | ● |   | ● |   | 6  | 0 | 0 |
| 6       | Боб Браян (USA)              |   |   |   |   |   |   | ● |   | ● |   | ● | 0  | 6 | 0 |
| 5       | Давид Феррер (ESP)           |   |   |   |   |   |   |   | ● |   | ● |   | 5  | 0 | 0 |
| 5       | Генрі Контінен (FIN)         |   |   |   |   |   |   |   |   | ● |   | ● | 0  | 5 | 0 |
| 4       | Стен Вавринка (SUI)          | ● |   |   |   |   |   |   | ● |   | ● |   | 4  | 0 | 0 |
| 4       | Леандер Паес (IND)           |   |   | ● |   |   |   |   |   |   |   | ● | 0  | 1 | 3 |
| 4       | Енді Маррей (GBR)            |   |   |   |   |   | ● |   | ● |   | ● |   | 4  | 0 | 0 |
| 4       | Равен Класен (RSA)           |   |   |   |   |   |   | ● |   | ● |   | ● | 0  | 4 | 0 |
| 4       | Джек Сок (USA)               |   |   |   |   |   |   | ● |   | ● | ● | ● | 1  | 3 | 0 |
| 4       | Роган Бопанна (IND)          |   |   |   |   |   |   | ● |   | ● |   | ● | 0  | 4 | 0 |
| 4       | Рафаель Надаль (ESP)         |   |   |   |   |   |   |   | ● |   | ● | ● | 3  | 1 | 0 |
| 4       | Лукаш Кубот (POL)            |   |   |   |   |   |   |   |   | ● |   | ● | 0  | 4 | 0 |
| 3       | Жан-Жульєн Роєр (NED)        |   | ● |   |   | ● |   |   |   | ● |   |   | 0  | 3 | 0 |
| 3       | Горія Текеу (ROU)            |   | ● |   |   | ● |   |   |   | ● |   |   | 0  | 3 | 0 |
| 3       | Іван Додіг (CRO)             |   | ● |   |   |   |   | ● |   | ● |   |   | 0  | 3 | 0 |
| 3       | Ніколя Маю (FRA)             |   | ● |   |   |   |   |   |   | ● | ● |   | 1  | 2 | 0 |
| 3       | Деніел Нестор (CAN)          |   |   |   |   |   |   | ● |   | ● |   | ● | 0  | 3 | 0 |
| 3       | Едуар Роже-Васслен (FRA)     |   |   |   |   |   |   | ● |   |   |   | ● | 0  | 3 | 0 |
| 3       | Кей Нісікорі (JPN)           |   |   |   |   |   |   |   | ● |   | ● |   | 3  | 0 | 0 |
| 3       | Марін Драганя (CRO)          |   |   |   |   |   |   |   |   | ● |   | ● | 0  | 3 | 0 |
| 3       | Домінік Тім (AUT)            |   |   |   |   |   |   |   |   |   | ● |   | 3  | 0 | 0 |
| 3       | Трет Х'юї (PHI)              |   |   |   |   |   |   |   |   |   |   | ● | 0  | 3 | 0 |
| 3       | Андре Са (BRA)               |   |   |   |   |   |   |   |   |   |   | ● | 0  | 3 | 0 |
| 2       | П'єр-Юг Ербер (FRA)          |   | ● |   |   |   |   |   |   | ● |   |   | 0  | 2 | 0 |
| 2       | Вашек Поспішил (CAN)         |   |   |   |   |   |   | ● |   | ● |   |   | 0  | 2 | 0 |
| 2       | Пабло Куевас (URU)           |   |   |   |   |   |   | ● |   |   | ● |   | 1  | 1 | 0 |
| 2       | Флорін Мерджа (ROU)          |   |   |   |   |   |   | ● |   |   |   | ● | 0  | 2 | 0 |
| 2       | Мартін Кліжан (SVK)          |   |   |   |   |   |   |   |   | ● | ● |   | 1  | 1 | 0 |
| 2       | Джеймі Маррей (GBR)          |   |   |   |   |   |   |   |   | ● |   | ● | 0  | 2 | 0 |
| 2       | Джон Пірс (AUS)              |   |   |   |   |   |   |   |   | ● |   | ● | 0  | 2 | 0 |
| 2       | Александер Пея (AUT)         |   |   |   |   |   |   |   |   | ● |   | ● | 0  | 2 | 0 |
| 2       | Бруно Соарес (BRA)           |   |   |   |   |   |   |   |   | ● |   | ● | 0  | 2 | 0 |
| 2       | Томаш Бердих (CZE)           |   |   |   |   |   |   |   |   |   | ● |   | 2  | 0 | 0 |
| 2       | Гільєрмо Гарсія-Лопес (ESP)  |   |   |   |   |   |   |   |   |   | ● |   | 2  | 0 | 0 |
| 2       | Рішар Гаске (FRA)            |   |   |   |   |   |   |   |   |   | ● |   | 2  | 0 | 0 |
| 2       | Денис Істомін (UZB)          |   |   |   |   |   |   |   |   |   | ● | ● | 1  | 1 | 0 |
| 2       | Іво Карлович (CRO)           |   |   |   |   |   |   |   |   |   | ● | ● | 1  | 1 | 0 |
| 2       | Хуан Себастьян Кабаль (COL)  |   |   |   |   |   |   |   |   |   |   | ● | 0  | 2 | 0 |
| 2       | Роберт Фара (COL)            |   |   |   |   |   |   |   |   |   |   | ● | 0  | 2 | 0 |
| 2       | Скотт Ліпскі (USA)           |   |   |   |   |   |   |   |   |   |   | ● | 0  | 2 | 0 |
| 2       | Джонатан Маррей (GBR)        |   |   |   |   |   |   |   |   |   |   | ● | 0  | 2 | 0 |
| 1       | Сімоне Болеллі (ITA)         |   | ● |   |   |   |   |   |   |   |   |   | 0  | 1 | 0 |
| 1       | Фабіо Фоніні (ITA)           |   | ● |   |   |   |   |   |   |   |   |   | 0  | 1 | 0 |
| 1       | Давід Марреро (ESP)          |   |   |   |   |   |   | ● |   |   |   |   | 0  | 1 | 0 |
| 1       | Філіпп Освальд (AUT)         |   |   |   |   |   |   |   |   | ● |   |   | 0  | 1 | 0 |
| 1       | Кевін Андерсон (RSA)         |   |   |   |   |   |   |   |   |   | ● |   | 1  | 0 | 0 |
| 1       | Томас Беллуччі (BRA)         |   |   |   |   |   |   |   |   |   | ● |   | 1  | 0 | 0 |
| 1       | Марин Чилич (CRO)            |   |   |   |   |   |   |   |   |   | ● |   | 1  | 0 | 0 |
| 1       | Джон Ізнер (USA)             |   |   |   |   |   |   |   |   |   | ● |   | 1  | 0 | 0 |
| 1       | Віктор Естрелья Бургос (DOM) |   |   |   |   |   |   |   |   |   | ● |   | 1  | 0 | 0 |
| 1       | Філіпп Кольшрайбер (GER)     |   |   |   |   |   |   |   |   |   | ● |   | 1  | 0 | 0 |
| 1       | Бенуа Пер (FRA)              |   |   |   |   |   |   |   |   |   | ● |   | 1  | 0 | 0 |
| 1       | Ражів Рам (USA)              |   |   |   |   |   |   |   |   |   | ● |   | 1  | 0 | 0 |
| 1       | Жиль Сімон (FRA)             |   |   |   |   |   |   |   |   |   | ● |   | 1  | 0 | 0 |
| 1       | Жуан Соуза (POR)             |   |   |   |   |   |   |   |   |   | ● |   | 1  | 0 | 0 |
| 1       | Бернард Томіч (AUS)          |   |   |   |   |   |   |   |   |   | ● |   | 1  | 0 | 0 |
| 1       | Віктор Троїцький (SRB)       |   |   |   |   |   |   |   |   |   | ● |   | 1  | 0 | 0 |
| 1       | Жо-Вілфрід Тсонга (FRA)      |   |   |   |   |   |   |   |   |   | ● |   | 1  | 0 | 0 |
| 1       | Їржі Веселий (CZE)           |   |   |   |   |   |   |   |   |   | ● |   | 1  | 0 | 0 |
| 1       | Мілош Раоніч (CAN)           |   |   |   |   |   |   |   |   |   | ● |   | 1  | 0 | 0 |
| 1       | Раду Албот (MDA)             |   |   |   |   |   |   |   |   |   |   | ● | 0  | 1 | 0 |
| 1       | Ніколас Альмагро (ESP)       |   |   |   |   |   |   |   |   |   |   | ● | 0  | 1 | 0 |
| 1       | Річардас Беранкіс (LTU)      |   |   |   |   |   |   |   |   |   |   | ● | 0  | 1 | 0 |
| 1       | Карлос Берлок (ARG)          |   |   |   |   |   |   |   |   |   |   | ● | 0  | 1 | 0 |
| 1       | Олександр Бурий (BLR)        |   |   |   |   |   |   |   |   |   |   | ● | 0  | 1 | 0 |
| 1       | Ерік Буторак (USA)           |   |   |   |   |   |   |   |   |   |   | ● | 0  | 1 | 0 |
| 1       | Жеремі Шарді (FRA)           |   |   |   |   |   |   |   |   |   |   | ● | 0  | 1 | 0 |
| 1       | Маріус Копіл (ROU)           |   |   |   |   |   |   |   |   |   |   | ● | 0  | 1 | 0 |
| 1       | Маркус Даніелл (NZL)         |   |   |   |   |   |   |   |   |   |   | ● | 0  | 1 | 0 |
| 1       | Джонатан Ерліх (ISR)         |   |   |   |   |   |   |   |   |   |   | ● | 0  | 1 | 0 |
| 1       | Колін Флемінг (GBR)          |   |   |   |   |   |   |   |   |   |   | ● | 0  | 1 | 0 |
| 1       | Маріуш Фирстенберг (POL)     |   |   |   |   |   |   |   |   |   |   | ● | 0  | 1 | 0 |
| 1       | Теймураз Габашвілі (RUS)     |   |   |   |   |   |   |   |   |   |   | ● | 0  | 1 | 0 |
| 1       | Максімо Гонсалес (ARG)       |   |   |   |   |   |   |   |   |   |   | ● | 0  | 1 | 0 |
| 1       | Сантьяго Гонсалес (MEX)      |   |   |   |   |   |   |   |   |   |   | ● | 0  | 1 | 0 |
| 1       | Кріс Гуччоне (AUS)           |   |   |   |   |   |   |   |   |   |   | ● | 0  | 1 | 0 |
| 1       | Домінік Інглот (GBR)         |   |   |   |   |   |   |   |   |   |   | ● | 0  | 1 | 0 |
| 1       | Раміз Джунейд (AUS)          |   |   |   |   |   |   |   |   |   |   | ● | 0  | 1 | 0 |
| 1       | Геро Кречмер (GER)           |   |   |   |   |   |   |   |   |   |   | ● | 0  | 1 | 0 |
| 1       | Душан Лайович (SRB)          |   |   |   |   |   |   |   |   |   |   | ● | 0  | 1 | 0 |
| 1       | Роберт Ліндстедт (SWE)       |   |   |   |   |   |   |   |   |   |   | ● | 0  | 1 | 0 |
| 1       | Лу Єн-Сун (TPE)              |   |   |   |   |   |   |   |   |   |   | ● | 0  | 1 | 0 |
| 1       | Хуан Монако (ARG)            |   |   |   |   |   |   |   |   |   |   | ● | 0  | 1 | 0 |
| 1       | Ніколас Монро (USA)          |   |   |   |   |   |   |   |   |   |   | ● | 0  | 1 | 0 |
| 1       | Яркко Ніємінен (FIN)         |   |   |   |   |   |   |   |   |   |   | ● | 0  | 1 | 0 |
| 1       | Мате Павич (CRO)             |   |   |   |   |   |   |   |   |   |   | ● | 0  | 1 | 0 |
| 1       | Айсам-уль-Хак Куреші (PAK)   |   |   |   |   |   |   |   |   |   |   | ● | 0  | 1 | 0 |
| 1       | Андрій Рубльов (RUS)         |   |   |   |   |   |   |   |   |   |   | ● | 0  | 1 | 0 |
| 1       | Александер Сачко (GER)       |   |   |   |   |   |   |   |   |   |   | ● | 0  | 1 | 0 |
| 1       | Аділ Шамасдін (CAN)          |   |   |   |   |   |   |   |   |   |   | ● | 0  | 1 | 0 |
| 1       | Артем Сітак (NZL)            |   |   |   |   |   |   |   |   |   |   | ● | 0  | 1 | 0 |
| 1       | Радек Штепанек (CZE)         |   |   |   |   |   |   |   |   |   |   | ● | 0  | 1 | 0 |
| 1       | Дмитро Турсунов (RUS)        |   |   |   |   |   |   |   |   |   |   | ● | 0  | 1 | 0 |
| 1       | Адріан Унгур (ROU)           |   |   |   |   |   |   |   |   |   |   | ● | 0  | 1 | 0 |
| 1       | Майкл Вінус (NZL)            |   |   |   |   |   |   |   |   |   |   | ● | 0  | 1 | 0 |

### Титули за країнами
| Загалом | Країна                         | S | D | X | S | D | S | D | S | D | S | D | S  | D  | X |
| ------- | ------------------------------ | - | - | - | - | - | - | - | - | - | - | - | -- | -- | - |
| 14      | США (USA)                      |   |   | 1 |   |   |   | 4 |   | 2 | 2 | 5 | 2  | 11 | 1 |
| 13      | Сербія (SRB)                   | 3 |   |   | 1 |   | 6 |   | 1 |   | 1 | 1 | 12 | 1  | 0 |
| 13      | Іспанія (ESP)                  |   |   |   |   |   |   | 1 | 4 |   | 6 | 2 | 10 | 3  | 0 |
| 12      | Бразилія (BRA)                 |   | 1 |   |   |   |   | 2 |   | 4 | 1 | 4 | 1  | 11 | 0 |
| 12      | Франція (FRA)                  |   | 1 |   |   |   |   | 1 |   | 1 | 6 | 3 | 6  | 6  | 0 |
| 10      | Швейцарія (SUI)                | 1 |   |   |   |   | 1 |   | 5 |   | 3 |   | 10 | 0  | 0 |
| 10      | Хорватія (CRO)                 |   | 1 |   |   |   |   | 1 |   | 2 | 2 | 4 | 2  | 8  | 0 |
| 10      | Велика Британія (GBR)          |   |   |   |   |   | 2 |   | 1 | 1 | 1 | 5 | 4  | 6  | 0 |
| 8       | Індія (IND)                    |   |   | 3 |   |   |   | 1 |   | 1 |   | 3 | 0  | 5  | 3 |
| 7       | Канада (CAN)                   |   |   |   |   |   |   | 2 |   | 2 | 1 | 2 | 1  | 6  | 0 |
| 6       | Румунія (ROU)                  |   | 1 |   |   | 1 |   | 1 |   | 1 |   | 2 | 0  | 6  | 0 |
| 6       | Австрія (AUT)                  |   |   |   |   |   |   |   |   | 2 | 3 | 1 | 3  | 3  | 0 |
| 6       | Фінляндія (FIN)                |   |   |   |   |   |   |   |   | 1 |   | 5 | 0  | 6  | 0 |
| 5       | ПАР (RSA)                      |   |   |   |   |   |   | 1 |   | 2 | 1 | 1 | 1  | 4  | 0 |
| 5       | Австралія (AUS)                |   |   |   |   |   |   |   |   | 1 | 1 | 3 | 1  | 4  | 0 |
| 5       | Польща (POL)                   |   |   |   |   |   |   |   |   | 1 |   | 4 | 0  | 5  | 0 |
| 4       | Чехія (CZE)                    |   |   |   |   |   |   |   |   |   | 3 | 1 | 3  | 1  | 0 |
| 3       | Нідерланди (NED)               |   | 1 |   |   | 1 |   |   |   | 1 |   |   | 0  | 3  | 0 |
| 3       | Японія (JPN)                   |   |   |   |   |   |   |   | 2 |   | 1 |   | 3  | 0  | 0 |
| 3       | Німеччина (GER)                |   |   |   |   |   |   |   |   |   | 1 | 2 | 1  | 2  | 0 |
| 3       | Філіппіни (PHI)                |   |   |   |   |   |   |   |   |   |   | 3 | 0  | 3  | 0 |
| 3       | Аргентина (ARG)                |   |   |   |   |   |   |   |   |   |   | 3 | 0  | 3  | 0 |
| 2       | Уругвай (URU)                  |   |   |   |   |   |   | 1 |   |   | 1 |   | 1  | 1  | 0 |
| 2       | Словаччина (SVK)               |   |   |   |   |   |   |   |   | 1 | 1 |   | 1  | 1  | 0 |
| 2       | Узбекистан (UZB)               |   |   |   |   |   |   |   |   |   | 1 | 1 | 1  | 1  | 0 |
| 2       | Колумбія (COL)                 |   |   |   |   |   |   |   |   |   |   | 2 | 0  | 2  | 0 |
| 2       | Нова Зеландія (NZL)            |   |   |   |   |   |   |   |   |   |   | 2 | 0  | 2  | 0 |
| 2       | Росія (RUS)                    |   |   |   |   |   |   |   |   |   |   | 2 | 0  | 2  | 0 |
| 1       | Італія (ITA)                   |   | 1 |   |   |   |   |   |   |   |   |   | 0  | 1  | 0 |
| 1       | Домініканська Республіка (DOM) |   |   |   |   |   |   |   |   |   | 1 |   | 1  | 0  | 0 |
| 1       | Португалія (POR)               |   |   |   |   |   |   |   |   |   | 1 |   | 1  | 0  | 0 |
| 1       | Білорусь (BLR)                 |   |   |   |   |   |   |   |   |   |   | 1 | 0  | 1  | 0 |
| 1       | Китайський Тайбей (TPE)        |   |   |   |   |   |   |   |   |   |   | 1 | 0  | 1  | 0 |
| 1       | Ізраїль (ISR)                  |   |   |   |   |   |   |   |   |   |   | 1 | 0  | 1  | 0 |
| 1       | Литва (LTU)                    |   |   |   |   |   |   |   |   |   |   | 1 | 0  | 1  | 0 |
| 1       | Мексика (MEX)                  |   |   |   |   |   |   |   |   |   |   | 1 | 0  | 1  | 0 |
| 1       | Молдова (MDA)                  |   |   |   |   |   |   |   |   |   |   | 1 | 0  | 1  | 0 |
| 1       | Пакистан (PAK)                 |   |   |   |   |   |   |   |   |   |   | 1 | 0  | 1  | 0 |
| 1       | Швеція (SWE)                   |   |   |   |   |   |   |   |   |   |   | 1 | 0  | 1  | 0 |

### Інформація про титули
Наведені нижче гравці виграли свій перший титул рівня ATP Туру в одиночному, парному або змішаному розряді:
| Одиночний розряд |
| --- |
| - Їржі Веселий – Окленд (сітка) - Віктор Естрелья Бургос – Кіто (сітка) - Джек Сок – Х'юстон (сітка) - Домінік Тім – Ніцца (сітка) - Денис Істомін – Ноттінгем (сітка) - Бенуа Пер – Бостад (сітка) |

| Парний розряд |
| --- |
| - Геро Кречмер – Кіто (сітка) - Александер Сачко – Кіто (сітка) - Раміз Джунейд – Касабланка (сітка) - Річардас Беранкіс – Х'юстон (сітка) - Теймураз Габашвілі – Х'юстон (сітка) - Маріус Копіл – Бухарест (сітка) - Адріан Унгур – Бухарест (сітка) - Раду Албот – Стамбул (сітка) - Душан Лайович – Стамбул (сітка) - Мате Павич – Ніцца (сітка) - Майкл Вінус – Ніцца (сітка) - Олександр Бурий – Gstaad (сітка) - Ніколас Альмагро – Кіцбюель (сітка) - Андрій Рубльов – Москва (сітка) |

Наведені нижче гравці захистили свій торішній титул в одиночному, парному або змішаному розряді:
| Одиночний розряд |
| --- |
| - Стен Вавринка – Ченнай (сітка) - Кей Нісікорі – Мемфіс (сітка), Барселона (сітка) - Роджер Федерер – Дубай (сітка), Галле (сітка), Цинциннаті (сітка), Basel (сітка) - Новак Джокович – Індіан-Веллс (сітка), Маямі (сітка), Рим (сітка), Вімблдон (сітка), Пекін (сітка), Париж (сітка), Фінал Світового Туру ATP (сітка) - Бернард Томіч – Богота (сітка) - Джон Ізнер – Атланта (сітка) - Марин Чилич – Москва (сітка) - Томаш Бердих – Стокгольм (сітка) |

| Парний розряд |
| --- |
| - Деніел Нестор – Сідней (сітка) - Боб Браян – Делрей-Біч (сітка), Маямі (сітка), Монте Карло (сітка) - Майк Браян – Делрей-Біч (сітка), Маямі (сітка), Монте Карло (сітка) - Роган Бопанна – Дубай (сітка) |

### Увійшли в першу десятку
Наведені нижче гравці вперше у своїй кар'єрі увійшли в першу десятку рейтингу ATP:
| Одиночний розряд                      |
| ------------------------------------- |
| - Кевін Андерсон (12 жовтня став №10) |

| Парний розряд |
| --- |
| - Вашек Поспішил (23 березня став №8) - Джек Сок (23 березня став №10) - Сімоне Болеллі (8 червня став №10) - Фабіо Фоніні (8 червня став №9) - Флорін Мерджа (13 липня став №7) - Джон Пірс (14 вересня став №7) - Джеймі Маррей (14 вересня став №8) - Пєр-Юг Ербер (14 вересня став №10) |

## Рейтинги ATP
Нижче наведено двадцять гравців із найкращим рейтингом в одиночному та парному розрядах, а також десять лідерів Гонки до Фіналу Світового Туру ATP в одиночному і парному розрядах.

### Одиночний розряд
| Фінальне положення гонки до Фіналу Світового Туру ATP в одиночному розряді | Фінальне положення гонки до Фіналу Світового Туру ATP в одиночному розряді | Фінальне положення гонки до Фіналу Світового Туру ATP в одиночному розряді | Фінальне положення гонки до Фіналу Світового Туру ATP в одиночному розряді | Фінальне положення гонки до Фіналу Світового Туру ATP в одиночному розряді |
| #                                                                          | Гравець                                                                    | Очки                                                                       | Турнірів                                                                   |                                                                            |
| -------------------------------------------------------------------------- | -------------------------------------------------------------------------- | -------------------------------------------------------------------------- | -------------------------------------------------------------------------- | -------------------------------------------------------------------------- |
| 1                                                                          | Новак Джокович (SRB)                                                       | 15285                                                                      | 17                                                                         |                                                                            |
| 2                                                                          | Енді Маррей (GBR)                                                          | 8470                                                                       | 19                                                                         |                                                                            |
| 3                                                                          | Роджер Федерер (SUI)                                                       | 7340                                                                       | 17                                                                         |                                                                            |
| 4                                                                          | Стен Вавринка (SUI)                                                        | 6500                                                                       | 22                                                                         |                                                                            |
| 5                                                                          | Рафаель Надаль (ESP)                                                       | 4630                                                                       | 22                                                                         |                                                                            |
| 6                                                                          | Томаш Бердих (CZE)                                                         | 4620                                                                       | 21                                                                         |                                                                            |
| 7                                                                          | Давид Феррер (ESP)                                                         | 4305                                                                       | 19                                                                         |                                                                            |
| 8                                                                          | Кей Нісікорі (JPN)                                                         | 4035                                                                       | 20                                                                         |                                                                            |
| 9                                                                          | Рішар Гаске (FRA)                                                          | 2850                                                                       | 21                                                                         |                                                                            |
| 10                                                                         | Жо-Вілфрід Тсонга (FRA)                                                    | 2635                                                                       | 18                                                                         |                                                                            |
| 11                                                                         | Джон Ізнер (USA)                                                           | 2495                                                                       | 25                                                                         |                                                                            |
| 12                                                                         | Кевін Андерсон (RSA)                                                       | 2475                                                                       | 25                                                                         |                                                                            |
| 13                                                                         | Марин Чилич (CRO)                                                          | 2405                                                                       | 22                                                                         |                                                                            |
| 14                                                                         | Мілош Раоніч (CAN)                                                         | 2170                                                                       | 20                                                                         |                                                                            |
| 15                                                                         | Жиль Сімон (FRA)                                                           | 2145                                                                       | 24                                                                         |                                                                            |
| 16                                                                         | Давід Ґоффен (BEL)                                                         | 1805                                                                       | 26                                                                         |                                                                            |
| 17                                                                         | Фелісіано Лопес (ESP)                                                      | 1690                                                                       | 26                                                                         |                                                                            |
| 18                                                                         | Бернард Томіч (AUS)                                                        | 1675                                                                       | 29                                                                         |                                                                            |
| 19                                                                         | Бенуа Пер (FRA)                                                            | 1633                                                                       | 30                                                                         |                                                                            |
| 20                                                                         | Домінік Тім (AUT)                                                          | 1600                                                                       | 30                                                                         |                                                                            |

| станом на 28 грудня 2015 | станом на 28 грудня 2015 | станом на 28 грудня 2015 | станом на 28 грудня 2015 | станом на 28 грудня 2015 | станом на 28 грудня 2015 | станом на 28 грудня 2015 | станом на 28 грудня 2015 |
| #                        | Гравець                  | Очки                     | Трн                      | 14 рік                   | Н-вищ.                   | Н-ниж.                   | 14→15                    |
| ------------------------ | ------------------------ | ------------------------ | ------------------------ | ------------------------ | ------------------------ | ------------------------ | ------------------------ |
| 1                        | Новак Джокович (SRB)     | 16,585                   | 18                       | 1                        | 1                        | 1                        | ▬                        |
| 2                        | Енді Маррей (GBR)        | 8,945                    | 20                       | 6                        | 2                        | 6                        | ▲ 4                      |
| 3                        | Роджер Федерер (SUI)     | 8,265                    | 18                       | 2                        | 2                        | 3                        | ▼ 1                      |
| 4                        | Стен Вавринка (SUI)      | 6,865                    | 23                       | 4                        | 4                        | 10                       | ▬                        |
| 5                        | Рафаель Надаль (ESP)     | 5,230                    | 23                       | 3                        | 3                        | 10                       | ▼ 2                      |
| 6                        | Томаш Бердих (CZE)       | 4,620                    | 22                       | 7                        | 4                        | 9                        | ▲ 1                      |
| 7                        | Давид Феррер (ESP)       | 4,305                    | 20                       | 10                       | 7                        | 10                       | ▲ 3                      |
| 8                        | Кей Нісікорі (JPN)       | 4,235                    | 21                       | 5                        | 4                        | 8                        | ▼ 3                      |
| 9                        | Рішар Гаске (FRA)        | 2,850                    | 20                       | 26                       | 9                        | 28                       | ▲ 17                     |
| 10                       | Жо-Вілфрід Тсонга (FRA)  | 2,635                    | 18                       | 12                       | 10                       | 24                       | ▲ 2                      |
| 11                       | Джон Ізнер (USA)         | 2,495                    | 25                       | 19                       | 11                       | 24                       | ▲ 8                      |
| 12                       | Кевін Андерсон (RSA)     | 2,475                    | 25                       | 16                       | 10                       | 17                       | ▲ 4                      |
| 13                       | Марин Чилич (CRO)        | 2,405                    | 22                       | 9                        | 8                        | 14                       | ▼ 4                      |
| 14                       | Мілош Раоніч (CAN)       | 2,170                    | 20                       | 8                        | 4                        | 14                       | ▼ 6                      |
| 15                       | Жиль Сімон (FRA)         | 2,145                    | 24                       | 21                       | 10                       | 21                       | ▲ 6                      |
| 16                       | Давід Ґоффен (BEL)       | 1,880                    | 26                       | 22                       | 14                       | 22                       | ▲ 6                      |
| 17                       | Фелісіано Лопес (ESP)    | 1,690                    | 26                       | 14                       | 12                       | 23                       | ▼ 3                      |
| 18                       | Бернард Томіч (AUS)      | 1,675                    | 29                       | 56                       | 18                       | 71                       | ▲ 38                     |
| 19                       | Бенуа Пер (FRA)          | 1,633                    | 30                       | 118                      | 19                       | 149                      | ▲ 99                     |
| 20                       | Домінік Тім (AUT)        | 1,600                    | 30                       | 39                       | 18                       | 52                       | ▲ 19                     |

#### 1-й номер рейтингу
| Утримувач            | Коли посів            | Коли полишив          |
| -------------------- | --------------------- | --------------------- |
| Новак Джокович (SRB) | Станом на кінець 2014 | Станом на кінець 2015 |

### Парний розряд
| Фінальне положення гонки до Фіналу Світового Туру ATP в парному розряді | Фінальне положення гонки до Фіналу Світового Туру ATP в парному розряді | Фінальне положення гонки до Фіналу Світового Туру ATP в парному розряді | Фінальне положення гонки до Фіналу Світового Туру ATP в парному розряді | Фінальне положення гонки до Фіналу Світового Туру ATP в парному розряді |
| #                                                                       | Пара                                                                    | Очки                                                                    | Турнірів                                                                |                                                                         |
| ----------------------------------------------------------------------- | ----------------------------------------------------------------------- | ----------------------------------------------------------------------- | ----------------------------------------------------------------------- | ----------------------------------------------------------------------- |
| 1                                                                       | Жан-Жульєн Роєр (NED) Горія Текеу (ROU)                                 | 7810                                                                    | 24                                                                      |                                                                         |
| 2                                                                       | Боб Браян (USA) Майк Браян (USA)                                        | 6865                                                                    | 22                                                                      |                                                                         |
| 3                                                                       | Іван Додіг (CRO) Марсело Мело (BRA)                                     | 6540                                                                    | 14                                                                      |                                                                         |
| 4                                                                       | Джеймі Маррей (GBR) Джон Пірс (AUS)                                     | 5835                                                                    | 27                                                                      |                                                                         |
| 5                                                                       | Сімоне Болеллі (ITA) Фабіо Фоніні (ITA)                                 | 5095                                                                    | 16                                                                      |                                                                         |
| 6                                                                       | П'єр-Юг Ербер (FRA) Ніколя Маю (FRA)                                    | 4965                                                                    | 16                                                                      |                                                                         |
| 7                                                                       | Роган Бопанна (IND) Флорін Мерджа (ROU)                                 | 4435                                                                    | 16                                                                      |                                                                         |
| 8                                                                       | Марцін Матковський (POL) Nenad Zimonjic (SRB)                           | 4290                                                                    | 19                                                                      |                                                                         |
| 9                                                                       | Вашек Поспішил (CAN) Джек Сок (USA)                                     | 3420                                                                    | 12                                                                      |                                                                         |
| 10                                                                      | Александер Пея (AUT) Бруно Соарес (BRA)                                 | 3420                                                                    | 26                                                                      |                                                                         |

| станом на 28 грудня 2015 | станом на 28 грудня 2015 | станом на 28 грудня 2015 | станом на 28 грудня 2015 | станом на 28 грудня 2015 | станом на 28 грудня 2015 | станом на 28 грудня 2015 | станом на 28 грудня 2015 |
| #                        | Гравець                  | Очки                     | Трн                      | 14 рік                   | Н-вищ.                   | Н-ниж.                   | 14→15                    |
| ------------------------ | ------------------------ | ------------------------ | ------------------------ | ------------------------ | ------------------------ | ------------------------ | ------------------------ |
| 1                        | Марсело Мело (BRA)       | 8,900                    | 22                       | 6                        | 1                        | 7                        | ▲ 5                      |
| 2                        | Горія Текеу (ROU)        | 7,420                    | 24                       | 16T                      | 2                        | 16T                      | ▲ 12                     |
| 3                        | Жан-Жульєн Роєр (NED)    | 7,420                    | 26                       | 16T                      | 3                        | 16T                      | ▲ 13                     |
| 4                        | Боб Браян (USA)          | 6,770                    | 22                       | 1T                       | 1                        | 4                        | ▼ 3                      |
| 5                        | Майк Браян (USA)         | 6,770                    | 23                       | 1T                       | 1T                       | 5                        | ▼ 4                      |
| 6                        | Іван Додіг (CRO)         | 6,685                    | 19                       | 12                       | 4                        | 12                       | ▲ 6                      |
| 7                        | Джеймі Маррей (GBR)      | 5,840                    | 27                       | 41                       | 7                        | 41                       | ▲ 34                     |
| 8                        | Джон Пірс (AUS)          | 5,545                    | 28                       | 42                       | 7                        | 42                       | ▲ 34                     |
| 9                        | Роган Бопанна (IND)      | 5,530                    | 27                       | 30                       | 9                        | 30                       | ▲ 21                     |
| 10                       | Фабіо Фоніні (ITA)       | 5,365                    | 22                       | 57                       | 7                        | 55                       | ▲ 47                     |
| 11                       | Флорін Мерджа (ROU)      | 5,290                    | 25                       | 24                       | 7                        | 24                       | ▲ 13                     |
| 12                       | Ніколя Маю (FRA)         | 5,825                    | 21                       | 19                       | 9                        | 23                       | ▲ 7                      |
| 13                       | Сімоне Болеллі (ITA)     | 5,230                    | 22                       | 143                      | 8                        | 142                      | ▲ 130                    |
| 14                       | Пєр-Юг Ербер (FRA)       | 5,005                    | 17                       | 63                       | 8                        | 64                       | ▲ 49                     |
| 15                       | Ненад Зімоньїч (SRB)     | 4,590                    | 26                       | 3                        | 3                        | 15                       | ▼ 12                     |
| 16                       | Марцін Матковський (POL) | 4,290                    | 27                       | 27                       | 7                        | 28                       | ▲ 11                     |
| 17                       | Едуар Роже-Васслен (FRA) | 4,200                    | 20                       | 7                        | 6                        | 26                       | ▼ 10                     |
| 18                       | Деніел Нестор (CAN)      | 4,180                    | 27                       | 4                        | 4                        | 28                       | ▼ 14                     |
| 19                       | Джек Сок (USA)           | 4,090                    | 16                       | 15                       | 6                        | 24                       | ▼ 4                      |
| 20                       | Равен Класен (RSA)       | 3,660                    | 28                       | 20                       | 19                       | 30                       | ▬                        |

#### 1-й номер рейтингу
| Утримувач          | Коли посіли           | Коли полишили         |
| ------------------ | --------------------- | --------------------- |
| Майк Браян (USA)   | Станом на кінець 2014 | 25 жовтня 2015        |
| Боб Браян (USA)    | Станом на кінець 2014 | 1 листопада 2015      |
| Марсело Мело (BRA) | 2 листопада 2015      | Станом на кінець 2015 |

## Нарахування очок
| Категорія                        | П                     | Ф                    | ПФ                  | ЧФ | 1/8 | 1/16 | 1/32 | 1/64 | Кв | 3РК | 2РК | 1РК |
| Великий шолом (128S)             | 2000                  | 1200                 | 720                 | 360 | 180 | 90 | 45 | 10 | 25 | 16 | 8 | 0 |
| Великий шолом (64D)              | 2000                  | 1200                 | 720                 | 360 | 180 | 90 | 0 | – | 25 | – | 0 | 0 |
| Фінал Світового Туру ATP (8S/8D) | 1500 (max) 1100 (min) | 1000 (max) 600 (min) | 600 (max) 200 (min) | 200 за перемогу в кожному матчі кругового турніру, +400 за перемогу в півфіналі, +500 за перемогу у фіналі. | 200 за перемогу в кожному матчі кругового турніру, +400 за перемогу в півфіналі, +500 за перемогу у фіналі. | 200 за перемогу в кожному матчі кругового турніру, +400 за перемогу в півфіналі, +500 за перемогу у фіналі. | 200 за перемогу в кожному матчі кругового турніру, +400 за перемогу в півфіналі, +500 за перемогу у фіналі. | 200 за перемогу в кожному матчі кругового турніру, +400 за перемогу в півфіналі, +500 за перемогу у фіналі. | 200 за перемогу в кожному матчі кругового турніру, +400 за перемогу в півфіналі, +500 за перемогу у фіналі. | 200 за перемогу в кожному матчі кругового турніру, +400 за перемогу в півфіналі, +500 за перемогу у фіналі. | 200 за перемогу в кожному матчі кругового турніру, +400 за перемогу в півфіналі, +500 за перемогу у фіналі. | 200 за перемогу в кожному матчі кругового турніру, +400 за перемогу в півфіналі, +500 за перемогу у фіналі. |
| Мастерс (96S)                    | 1000                  | 600                  | 360                 | 180 | 90 | 45 | 25 | 10 | 16 | – | 8 | 0 |
| Мастерс (56S/48S)                | 1000                  | 600                  | 360                 | 180 | 90 | 45 | 10 | – | 25 | – | 16 | 0 |
| Мастерс (32D/24D)                | 1000                  | 600                  | 360                 | 180 | 90 | 0 | – | – | – | – | – | – |
| ATP 500 (48S)                    | 500                   | 300                  | 180                 | 90 | 45 | 20 | 0 | – | 10 | – | 4 | 0 |
| ATP 500 (32S)                    | 500                   | 300                  | 180                 | 90 | 45 | 0 | – | – | 20 | – | 10 | 0 |
| ATP 500 (16D)                    | 500                   | 300                  | 180                 | 90 | 0 | – | – | – | 45 | – | 0 | 0 |
| ATP 250 (48S)                    | 250                   | 150                  | 90                  | 45 | 20 | 10 | 0 | – | 5 | 3 | 0 | 0 |
| ATP 250 (32S/28S)                | 250                   | 150                  | 90                  | 45 | 20 | 0 | – | – | 12 | 6 | 0 | 0 |
| ATP 250 (16D)                    | 250                   | 150                  | 90                  | 45 | 0 | – | – | – | – | – | – | – |

Шаблон:Розподіл рейтингових очок кубка Девіса 2009